# Ligne J du Transilien
La ligne J du Transilien, plus souvent simplement dénommée ligne J, est une ligne de trains de banlieue qui dessert l'ouest de l'Île-de-France, avec plusieurs embranchements. Elle relie la gare de Paris-Saint-Lazare à Ermont - Eaubonne, Gisors, Mantes-la-Jolie et Vernon - Giverny.
La ligne J prend sa configuration actuelle en 2004. Exploitée par la SNCF, elle est longue de 256 kilomètres et transporte aujourd'hui 260 000 voyageurs par jour ouvrable.
La quasi-totalité de la ligne se situe en Île-de-France, mais les extrémités des branches de Gisors et de Vernon - Giverny se situent en dehors de la région, dans l'Eure en Normandie et dans l'Oise en région Hauts-de-France, pour les gares situées au-delà de Chars (branche Gisors) et de Bonnières (branche Vernon - Giverny).

Plan de la ligne.

## Histoire

### Chronologie
- 2004 : constitution de la ligne J à partir des groupes IV, V et VI du réseau Transilien Paris Saint-Lazare (ligne F nord)
- 27 août 2006 : intégration de la section Argenteuil – Ermont - Eaubonne dans la ligne J à la suite de son abandon par la ligne C du RER
- 14 décembre 2008 : mise en œuvre du cadencement sur la ligne J
- 15 décembre 2013 : retrait des dernières Z 20500
- 4 avril 2014 : mise en service des rames Francilien (Z 50000) sur les axes Paris-Saint-Lazare – Ermont - Eaubonne et Paris-Saint-Lazare – Pontoise
- 13 décembre 2015 : retrait des dernières RIB/RIO
- 20 février 2019 : mise en service des rames Z 50000 sur les axes Paris-Saint-Lazare – Mantes-la-Jolie
- Décembre 2020 : desserte par des rames Z 50000 de la gare de Boissy-l'Aillerie.
- 2 mai 2021 : mise en service des rames Z 50000 sur l'axe Paris-Saint-Lazare – Gisors[2].
- 12 décembre 2021 : retrait des VB2N sur les axes Paris – Mantes via Conflans, Paris – Ermont - Eaubonne et Paris – Gisors.
- 11 décembre 2022 : refonte des horaires sur les axes Paris-Saint-Lazare – Gisors et Paris-Saint-Lazare – Mantes-la-Jolie.
- Février 2023: mise en service des rames Z 50000 sur l'axe Mantes-la-Jolie – Vernon-Giverny et retrait des VB2N de cet axe.

### Réalisation du réseau Saint-Lazare Nord

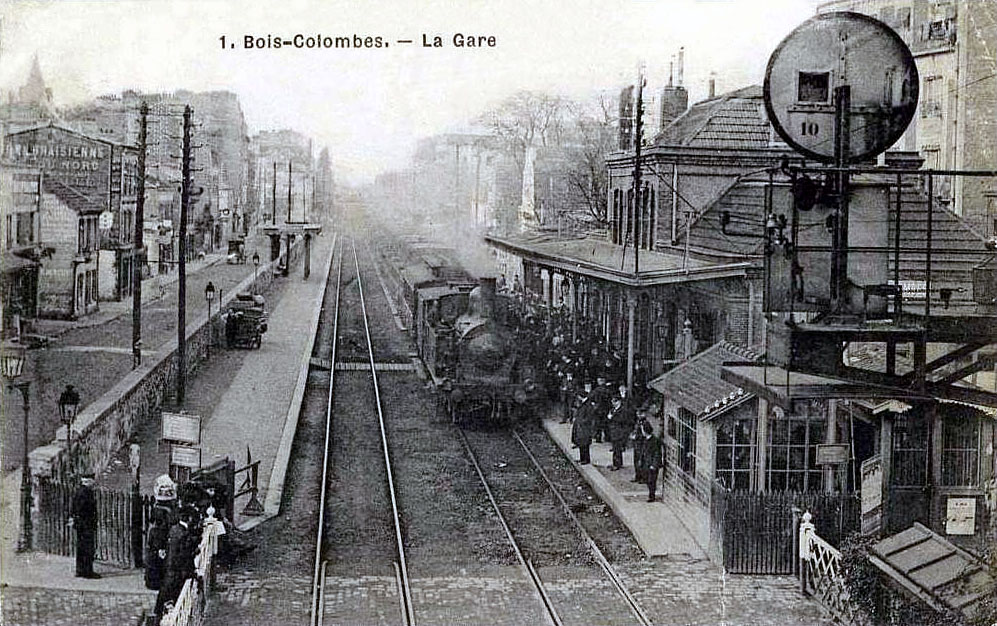
Carte postale d'un train en gare de Bois-Colombes, sur la ligne d'Ermont vers 1910.

Le 26 août 1837, l'actuelle section Gare Saint-Lazare – Asnières-sur-Seine est mise en service dans le cadre de la ligne de Paris-Saint-Lazare à Saint-Germain-en-Laye, première ligne ferroviaire francilienne. Elle a été réalisée à la suite du succès de la ligne de chemin de fer de Saint-Étienne à Lyon, ouverte entre 1830 et 1832. Cette liaison nouvelle apparaît alors comme essentielle afin de réaliser une ligne au départ de la capitale, pour faire connaître au public ce nouveau moyen de transport, et d'amener un intérêt de la part des hommes politiques, financiers et futurs ouvriers de la profession. Le premier jour d'exploitation, 18 000 voyageurs sont transportés.
Le 9 mai 1843, la section Gare Saint-Lazare – Vernon - Giverny par Poissy et Mantes-la-Jolie est mise en service, dans le cadre de la ligne de Paris-Saint-Lazare au Havre.
Le 28 avril 1851, un embranchement à la ligne de Paris-Saint-Lazare à Saint-Germain-en-Laye est créé au départ d'Asnières-sur-Seine afin d'aboutir à Argenteuil (ligne de Paris-Saint-Lazare à Ermont - Eaubonne). La gare est située à Gennevilliers, en limite avec Colombes, à proximité du pont routier d'Argenteuil, alors à péage, avant le franchissement du fleuve.
Le 1er août 1863, l'embranchement d'Asnières est prolongé jusqu'à Ermont - Eaubonne via l'actuelle gare d'Argenteuil (l'ancienne gare étant abandonnée). Ce prolongement est long de seulement cinq kilomètres et ne comporte qu'une gare intermédiaire, celle de Sannois. Il vise à réaliser une jonction entre le réseau des compagnies de l'Ouest, exploitante de la ligne Paris – Argenteuil, et du Nord,.

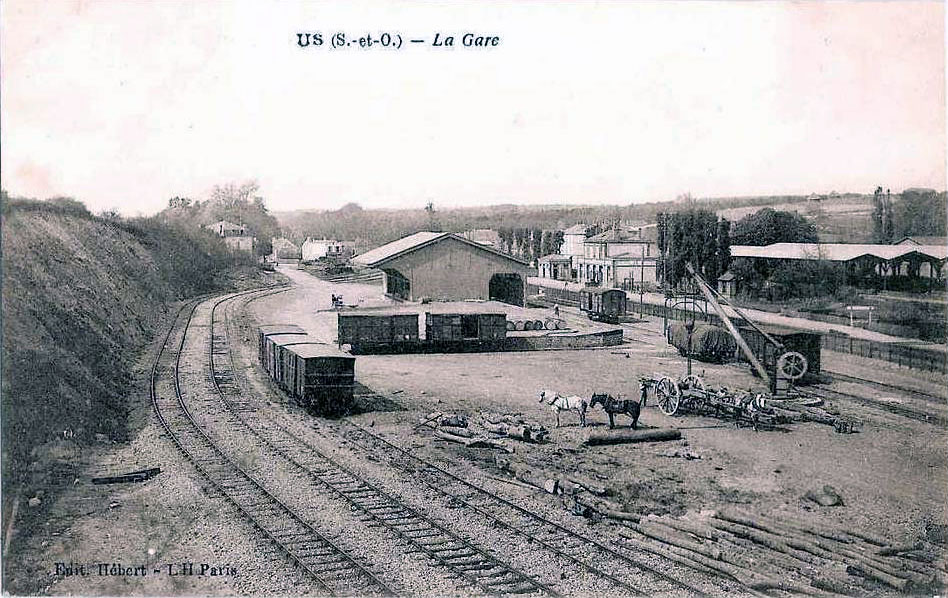
Carte postale de la gare d'Us, sur la section de Pontoise à Gisors, vers 1900.

Le 4 octobre 1868, la section de Pontoise à Gisors est mise en service, dans le cadre de la ligne de Saint-Denis à Dieppe. Une halte est par ailleurs prévue à Trie-Château, pour le service des voyageurs uniquement.
Le 15 octobre 1877, la section Achères-Embranchement↔Halte d'Achères (en forêt)↔Conflans-Andrésy (plus tard "Conflans-Fin-d'Oise" en 1892)↔Éragny - Neuville ↔ Pontoise est créée dans le cadre de la ligne d'Achères à Pontoise.
Le 1er juin 1892, un embranchement à la ligne de Paris-Saint-Lazare à Ermont - Eaubonne est à son tour ouvert. Au départ d'Argenteuil, il aboutit à Mantes-la-Jolie par la rive droite de la Seine. Il constitue la ligne de Paris-Saint-Lazare à Mantes-Station par Conflans-Sainte-Honorine.
La liaison entre Conflans-Sainte-Honorine et Éragny - Neuville, alias raccordement de Fin-d'Oise, est mise en service peu après, pour assurer la jonction avec la ligne d'Achères à Pontoise. Le passage par la rive droite offre un gain de temps de plusieurs minutes grâce à un raccourci de quelques kilomètres et surtout des vitesses limites plus élevées rendues possibles par un profil plus favorable ; son intérêt est d'équilibrer les trafics entre les deux lignes par Conflans et par Achères.
Les trains à destination de Pontoise, Gisors et Dieppe sont intégrés au groupe VI du réseau de Paris-Saint-Lazare.

### Électrification par troisième rail
Le 27 avril 1924, la section Paris-Saint-Lazare – Bois-Colombes est électrifiée en courant continu 750 V par 3e rail, dans le cadre d'un vaste programme de modernisation de la petite banlieue Saint-Lazare. La presse salue alors la modernité du matériel, le nouveau matériel « Standard », qui demeurera pendant un demi-siècle emblématique de la banlieue Saint-Lazare, comparé aux rames du métropolitain, pour son confort et son silence.
Le 5 mai 1924, la gare du Stade est inaugurée à l'occasion du début du tournoi olympique de rugby. Elle a été créée à la demande du comité d'organisation des Jeux olympiques d'été de 1924 à Paris, en vue de l'ouverture d'une nouvelle gare, destinée à desservir le futur stade olympique de Colombes. Le comité estimait que le site attirerait quotidiennement près de soixante mille spectateurs, dont au moins un tiers pourrait être acheminé par la ligne de Paris-Saint-Lazare à Argenteuil.
Les déplacements étant concentrés pour l'essentiel sur une période de deux heures, en début puis en fin d'après-midi, ce sont pas moins de douze mille voyageurs à l'heure qui doivent être transportés, soit douze trains de mille voyageurs, en plus de ceux du service régulier. Le nouvel arrêt doit donc être aménagé en conséquence : quatre voies à quai encadrant deux quais longs de 215 mètres.
En outre, afin d'optimiser le débit de la ligne, la section de Bois-Colombes au Stade est dotée du block automatique lumineux, alors en expérimentation sur la ligne de Paris à Saint-Germain-en-Laye entre Rueil-Malmaison et Le Pecq ce qui en fait la première section de ligne en France à en être équipée.
En 1932, la décision est prise de supprimer les quatre passages à niveau, situés entre Bois-Colombes et Le Stade, sur la ligne de Paris-Saint-Lazare à Ermont - Eaubonne, source d'embouteillages croissants. Ils seront remplacés par des passages supérieurs ou inférieurs.

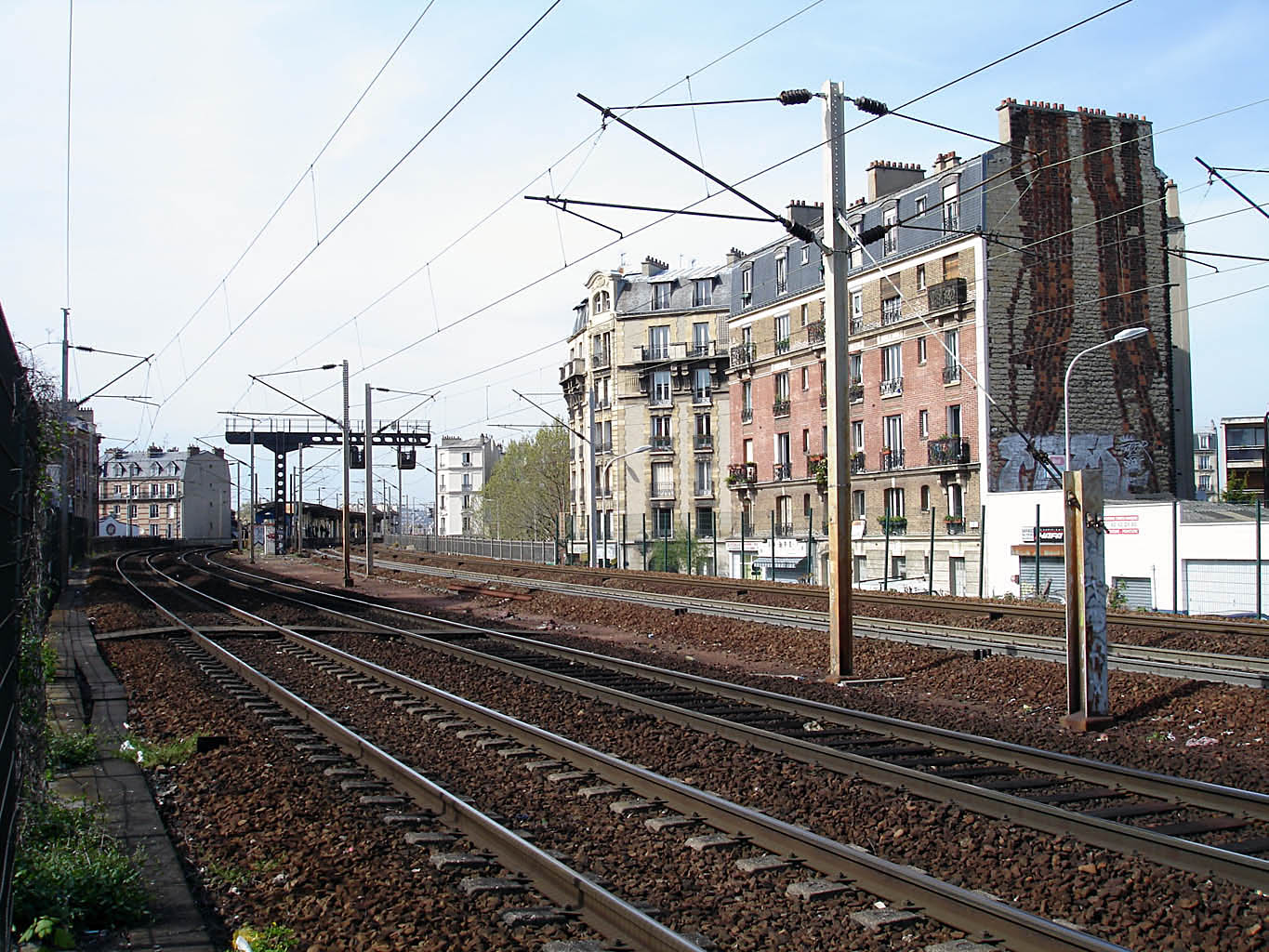
Les quatre voies à proximité de la gare de Colombes, en avril 2008.

Pour ce faire, le chantier prévoit l'abaissement des voies de six mètres entre Bois-Colombes et Colombes et leur élévation d'autant entre Colombes et Le Stade. Afin de perturber le moins possible l'important trafic ferroviaire, il est décidé d'édifier deux nouvelles voies, parallèles aux anciennes, pendant le temps des travaux. Il apparaît alors judicieux de pérenniser cette configuration afin de disposer de quatre voies jusqu'au Stade, permettant de mieux séparer les groupes IV et VI et de fluidifier le trafic.
En 1933, le gouvernement vient en aide aux 300 000 chômeurs victimes de la crise économique par le lancement d'un programme de grands travaux contre le chômage, dit plan Marquet. Celui-ci comprend le quadruplement des voies de Bois-Colombes au Stade.
Les travaux débutent à la fin de la même année. Elles provoquent la reconstruction des gares du parcours, à savoir celles de Bois-Colombes, Colombes et du Stade. Entre Asnières et Bois-Colombes, les voies banlieue du groupe IV franchissent la voie impaire du groupe VI par une tranchée couverte afin d'assurer une totale séparation des deux groupes.
Le 5 janvier 1936, la section Bois-Colombes – Argenteuil est électrifiée en courant continu 650 V par 3e rail. Un terminus intermédiaire est établi à Argenteuil. Un nouveau service ferroviaire est mis en place avec une grille de desserte plus dense, sur la ligne de Paris-Saint-Lazare à Ermont - Eaubonne, avec un train direct de Paris à Bois-Colombes à la demi-heure poursuivant jusqu'à Argenteuil, et un train omnibus de Paris à Bois-Colombes, en alternance. La fréquence est renforcée au service d'été suivant avec un train toutes les dix minutes vers Argenteuil aux heures creuses. La halte du Stade est dès lors ouverte en permanence, et non plus uniquement lors de réunions sportives comme auparavant.

### Ré-électrification en 25 kV
Le 11 janvier 1966, la section reliant la gare de triage d'Achères à la gare de Vernon est électrifiée en courant alternatif 25 kV par caténaire.
Le 20 septembre 1966, la caténaire arrive à la gare de Paris-Saint-Lazare.

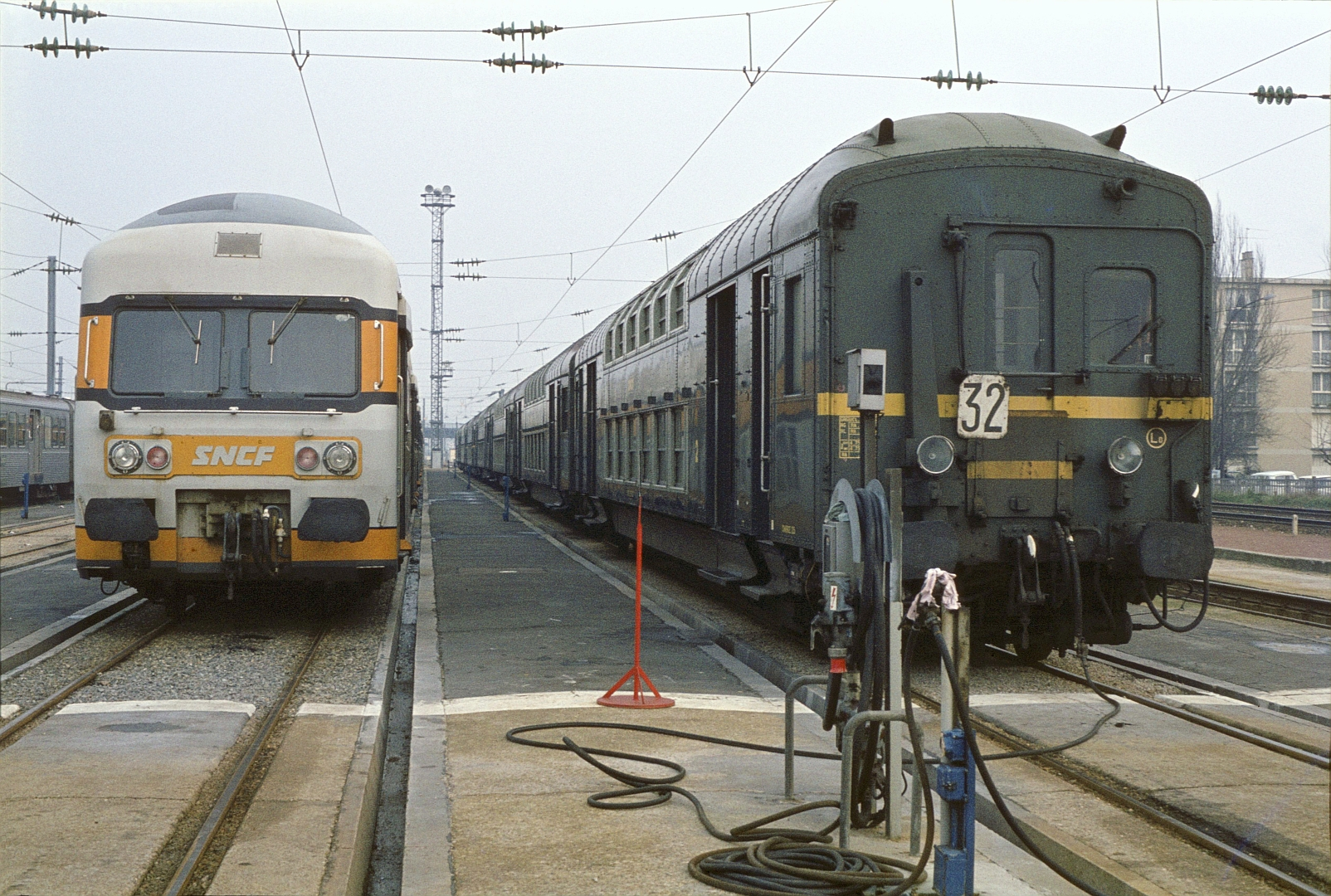
Une VB 2N dans sa livrée d'origine aux côtés de son prédécesseur, dans les garages du Val d’Argenteuil, en janvier 1982.

Le 27 mars 1967, les lignes d'Ermont - Eaubonne et de Mantes-Station par Conflans sont électrifiées en courant alternatif 25 kV par caténaire d'Asnières-sur-Seine à Argenteuil et Mantes-Station. Cette électrification s'accompagne de modifications connexes, comme la création d'une troisième voie à Cormeilles-en-Parisis et à Conflans-Sainte-Honorine, comme terminus de zone.
Toutefois, l'exploitation du groupe IV jusqu'à Bois-Colombes se poursuit avec du matériel sous troisième rail 750 volts. L'exploitation de Bois-Colombes à Argenteuil et au-delà vers Mantes est assurée à l'aide de matériel moderne, mais le rail de contact, non alimenté, reste en place de Bois-Colombes à Argenteuil.
Le 14 mai 1968, la section Conflans-Sainte-Honorine – Gisors, des lignes d'Achères à Pontoise et de Saint-Denis à Dieppe est mise sous tension en courant alternatif 25 kV.
En 1975, l'exploitation du groupe IV jusqu'à Bois-Colombes par du matériel sous troisième rail 750 V prend fin et le troisième rail encore en place de Bois-Colombes à Argenteuil, est déposé à l'automne.
En mai 1983, la section Ermont – Argenteuil de la ligne de Paris-Saint-Lazare à Ermont - Eaubonne, jusqu'alors sous traction thermique est, par anticipation, directement électrifiée en courant alternatif 25 kV par caténaire dans le cadre du projet Vallée de Montmorency - Invalides (VMI), dont l'objet est la création d'une antenne nord-ouest à la ligne C du RER et à laquelle s'intègre cette section. Cette électrification permet de supprimer une des dernières enclaves à traction diesel en banlieue. À Argenteuil, une seconde voie à quai en impasse est établie ultérieurement pour les trains du RER C ayant pour terminus cette gare.
Le 29 septembre 1985, la gare de Conflans-Fin-d'Oise sur la ligne d'Achères à Pontoise est rouverte au public et permet aux trains Paris – Cergy de donner correspondance à ceux de la ligne de Paris-Saint-Lazare à Mantes-Station par Conflans-Sainte-Honorine.

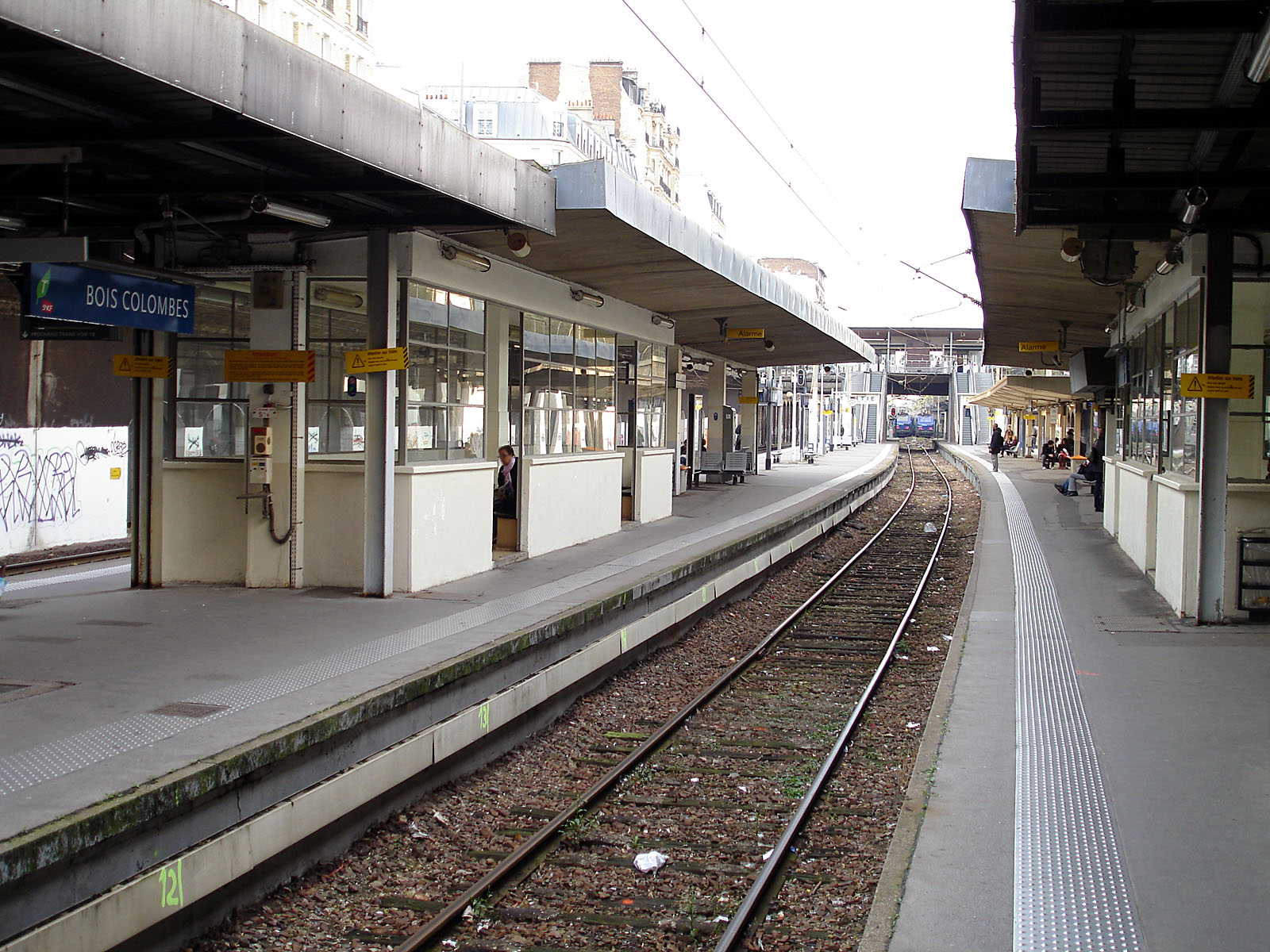
La voie centrale de la gare de Bois-Colombes, en novembre 2009.

Le 29 mai 1988, la ligne A du RER est prolongée jusqu'à la ville nouvelle de Cergy-Pontoise, en desservant la gare de Conflans-Fin-d'Oise.
Le 25 septembre 1988, la ligne C du RER est prolongée jusqu'à Argenteuil, reprenant intégralement la desserte de la section Ermont - Eaubonne – Argenteuil,.
Jusqu'au milieu des années 1990, la voie centrale de la gare de Bois-Colombes servait de terminus aux missions omnibus en provenance de Paris-Saint-Lazare, les trains en direction d'Argenteuil étant alors directs de Paris à Bois-Colombes aux heures de pointe.
Le 1er septembre 1999, la première classe  est supprimée dans tous les trains du réseau de banlieue, ainsi que dans le RER. Elle n'était utilisée à l'époque que par 1 % des voyageurs. Elle avait déjà été abandonnée dans le métro de Paris en 1991.

### Des trains de banlieue au Transilien
Le 20 septembre 1999, le label « Transilien » est lancé. Il institue une norme minimale d'aménagement et de rénovation des gares et du matériel roulant et un signe pour la caractériser de manière visible auprès du grand public. Le nom devient très rapidement une marque commerciale, à l'image du TGV, du TER ou d'Intercités, pour désigner l'offre de transport public de la Société nationale des chemins de fer français (SNCF) en Île-de-France.
En 2001, la SNCF élabore une nomenclature afin de désigner les lignes Transilien non RER. Celle-ci est portée à la connaissance de la clientèle, par le biais de la publication de l'édition 2001 du plan du réseau ferré francilien, uniquement sur la version affichée en gare. Dans cette nomenclature, la SNCF désigne le réseau Transilien Paris Saint-Lazare comme étant la « ligne F du Transilien ».

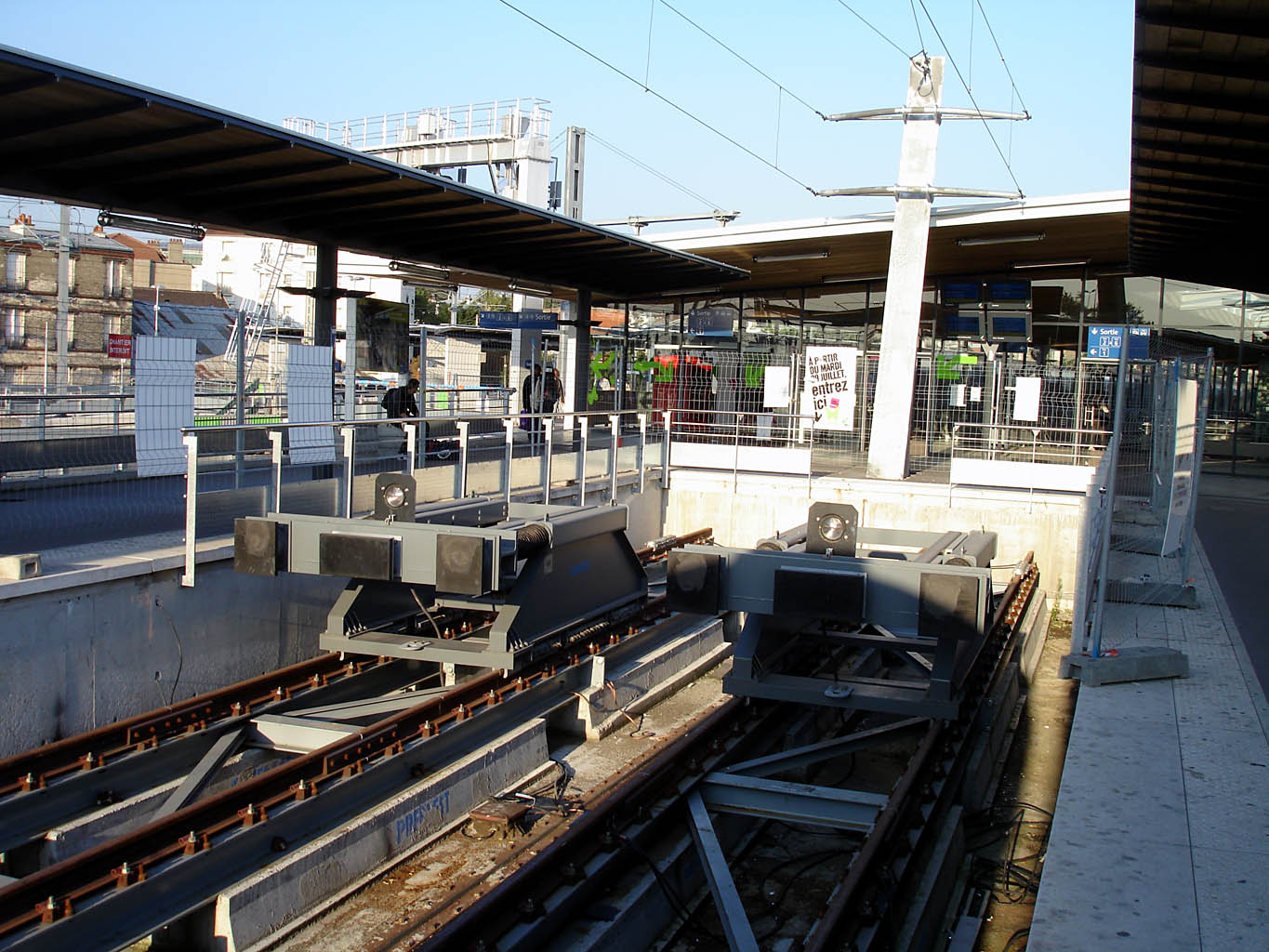
Les heurtoirs en gare d'Ermont - Eaubonne, en septembre 2008.

Fin 2004, la nomenclature des lignes Transilien est remaniée. La « ligne J du Transilien » est constituée, à la suite de la scission de la ligne F, par la reprise des groupes IV, V et VI. Les groupes II et III ont donné, quant à eux, naissance à la ligne L.
Le 27 août 2006, la ligne C du RER abandonne la desserte de la section d'Ermont - Eaubonne à Argenteuil au profit des trains de la ligne J. En effet, les trains reliant jusqu'alors Paris-Saint-Lazare à Cormeilles-en-Parisis sont détournés vers Ermont - Eaubonne où ils terminent sur un heurtoir. Le raccordement entre les voies ferrées du réseau Saint-Lazare et du réseau Nord est détruit.
Grâce à cette nouvelle liaison, on peut de nouveau se rendre d'Ermont - Eaubonne à la gare Saint-Lazare sans changer de train. La nouvelle desserte de la ligne J permet à la ligne C du RER de doubler la fréquence vers Montigny - Beauchamp. Elle ne comporte que des trains omnibus (à partir d'Asnières-sur-Seine) et non des trains semi-directs Paris – Argenteuil – Ermont - Eaubonne comme beaucoup le réclamaient. Elle est cadencée aux dix minutes durant les heures de pointe et se substitue aux anciennes missions terminus Le Stade ou Argenteuil.

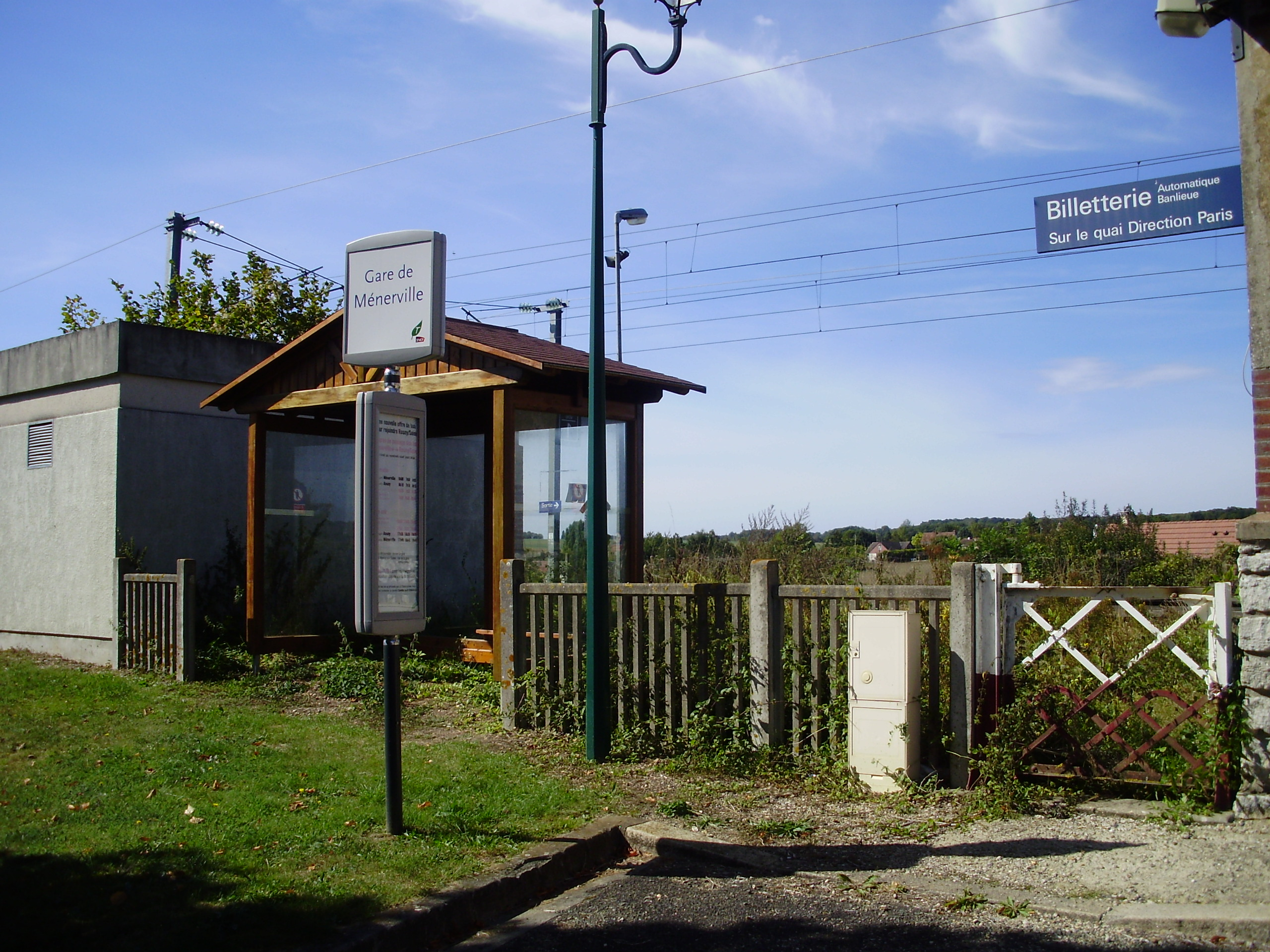
Le poteau d'arrêt du minibus Transilien de l'ancienne gare de Ménerville, en septembre 2010.

Afin de permettre la mise en service de cette nouvelle liaison, des travaux furent réalisés entre 2003 et 2006, pour un coût (janvier 2002) de 196,07 millions d'euros. Ils permirent de passer de deux à quatre voies entre la gare du Stade et la gare d'Argenteuil avec un élargissement du pont sur la Seine, de créer deux ouvrages souterrains (entre les gares du Stade et d'Argenteuil d'une part, entre les gares d'Ermont - Eaubonne et de Cernay d'autre part) pour supprimer les passages à niveau. À Ermont - Eaubonne, un pôle multimodal est créé entre les lignes ferroviaires (Ligne C du RER, Ligne H du Transilien et Ligne J du Transilien) et les lignes d'autobus, et un saut-de-mouton est créé afin de fluidifier le trafic des lignes de la banlieue Nord (Ligne C du RER, Ligne H du Transilien).
Depuis le 14 décembre 2008, la ligne J est cadencée et voit son amplitude de fonctionnement étendue, dans le cadre de la nouvelle offre Transilien 2009.
L'offre Transilien a été augmentée de 25 % (+ 400 000 trains/kilomètres par an), se traduisant par la circulation d'un train toutes les vingt minutes aux périodes de pointe et toutes les demi-heures le reste de la journée, sur l’axe Paris – Mantes ainsi que par celle d'un train direct de ou vers Paris toutes les vingt minutes aux périodes de pointe et d'un train par heure aux autres périodes (avec dessertes Transport express régional et Intercités), à Mantes-la-Jolie. De plus, le cadencement permet le doublement du nombre de trains le samedi entre 6 h et 20 h et le dimanche entre 11 h et 20 h. Par ailleurs, la période de pointe  est allongée de 20 minutes.
Toutefois, la desserte ferroviaire des gares de Port-Villez (5 voyageurs par jour) et de Ménerville (10 voyageurs par jour), dont la longueur des quais ne permettait plus la desserte par les nouveaux trains TER mis en circulation également le 14 décembre 2008 par la région Haute-Normandie, a été supprimée. Elles ont alors été desservies par un service de minibus assurant des correspondances avec des trains TER, respectivement à Bonnières et Rosny-sur-Seine mais ces services ne semblent a priori plus exister en 2022, le réseau de bus du Mantois dessert en revanche les deux anciennes gares et permet d'effectuer la liaison avec d'autres gares ouvertes comme celle de Poissy par exemple.
Enfin, la desserte (périodique) de la halte de Médan, située entre les gares de Villennes-sur-Seine et de Vernouillet - Verneuil, est abandonnée.

### Déploiement du Francilien

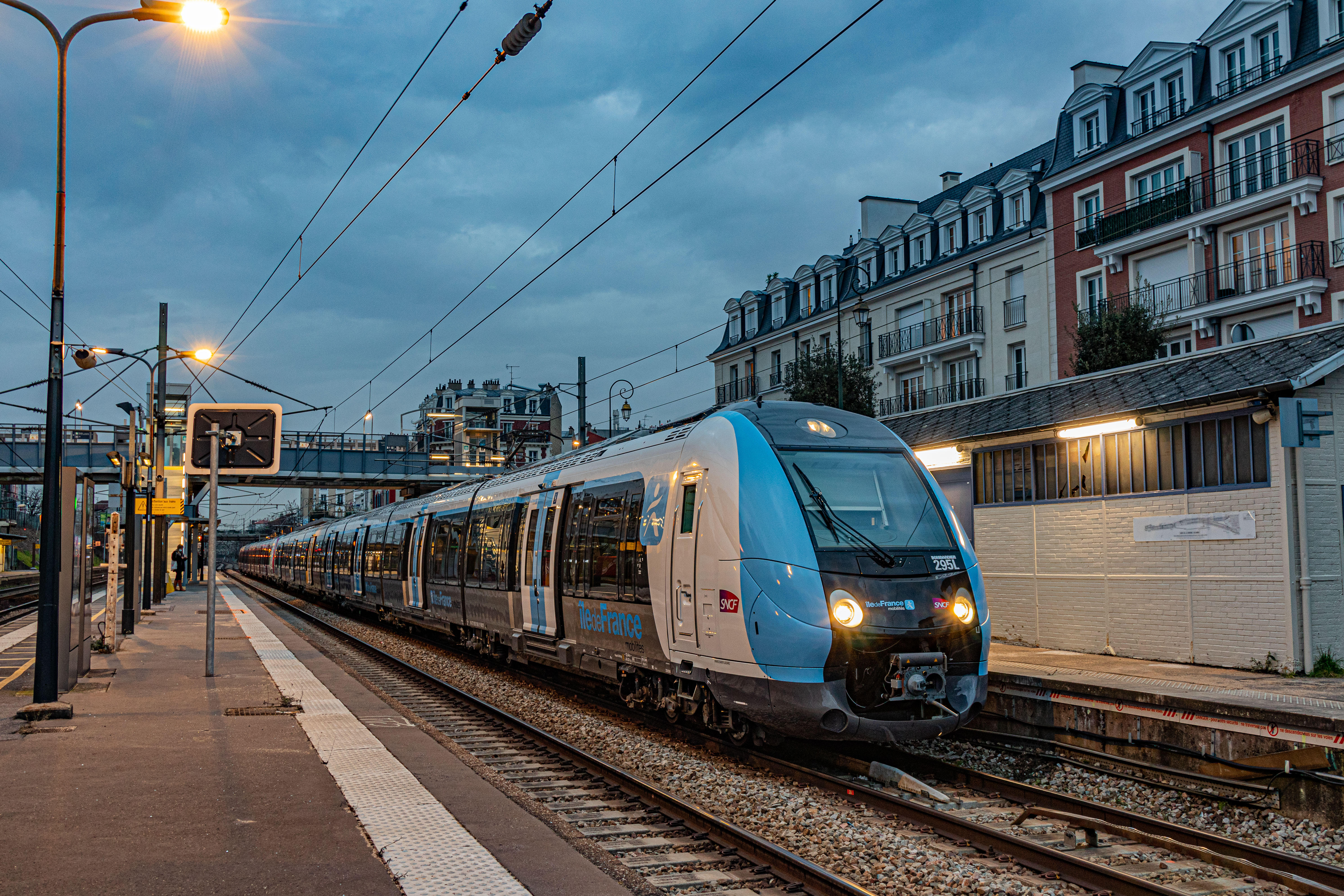
Une unité multiple de rames Francilien de Saint-Lazare, en février 2021.

Entre 2013 et 2022, les lignes L et J ont progressivement reçu 194 exemplaires des rames automotrices de dernière génération : le Francilien ou Z 50000. Ils sont longs de 94,31 m, contre 112,50 m (à huit caisses articulées) pour les éléments des lignes H et P, à sept caisses avec une caisse centrale raccourcie. Les quais relativement courts de la gare Saint-Lazare, d'une longueur de 190 mètres, imposaient en effet une longueur maximale plus courte pour les rames destinées à la banlieue Saint-Lazare, afin qu'elles puissent constituer des rames de deux éléments en unités multiples. Ces rames courtes ont une capacité unitaire d'environ 800 voyageurs, contre environ 1000 pour la « version longue », .
Ils furent déployés en premier sur les axes Paris – Ermont - Eaubonne et Paris – Pontoise,, avant d'arriver sur la branche de Mantes-la-Jolie via Conflans-Sainte-Honorine le 15 février 2019 et Boissy-l'Aillerie et Gisors depuis le 3 mai 2021.
Le déploiement de ce nouveau matériel a permis le redéploiement des Z 20500 ainsi que la radiation des BB 17000 et des RIB/RIO après quarante-cinq ans de service pour les rames les plus anciennes,. Ceci a également rendu possible le regroupement de toutes les BB 27300 et d'une partie des rames réversibles VB 2N (l'autre partie étant radiée) sur les missions Mantes-la-Jolie via Poissy dans l'attente du prolongement du RER E à Mantes.
Le 11 décembre 2022, avec la fin du déploiement des rames Francilien, les horaires des trains ont été retendus, profitant des meilleures performances du nouveau matériel et améliorant ainsi les temps de parcours de la desserte sur les axes Paris-Saint-Lazare – Gisors et Paris-Saint-Lazare – Mantes-la-Jolie. Les gains de temps médian peuvent atteindre jusqu’à 9 minutes (soit -12%).

## Infrastructure

Logo de la ligne J pour Île-de-France Mobilités.

### Ligne

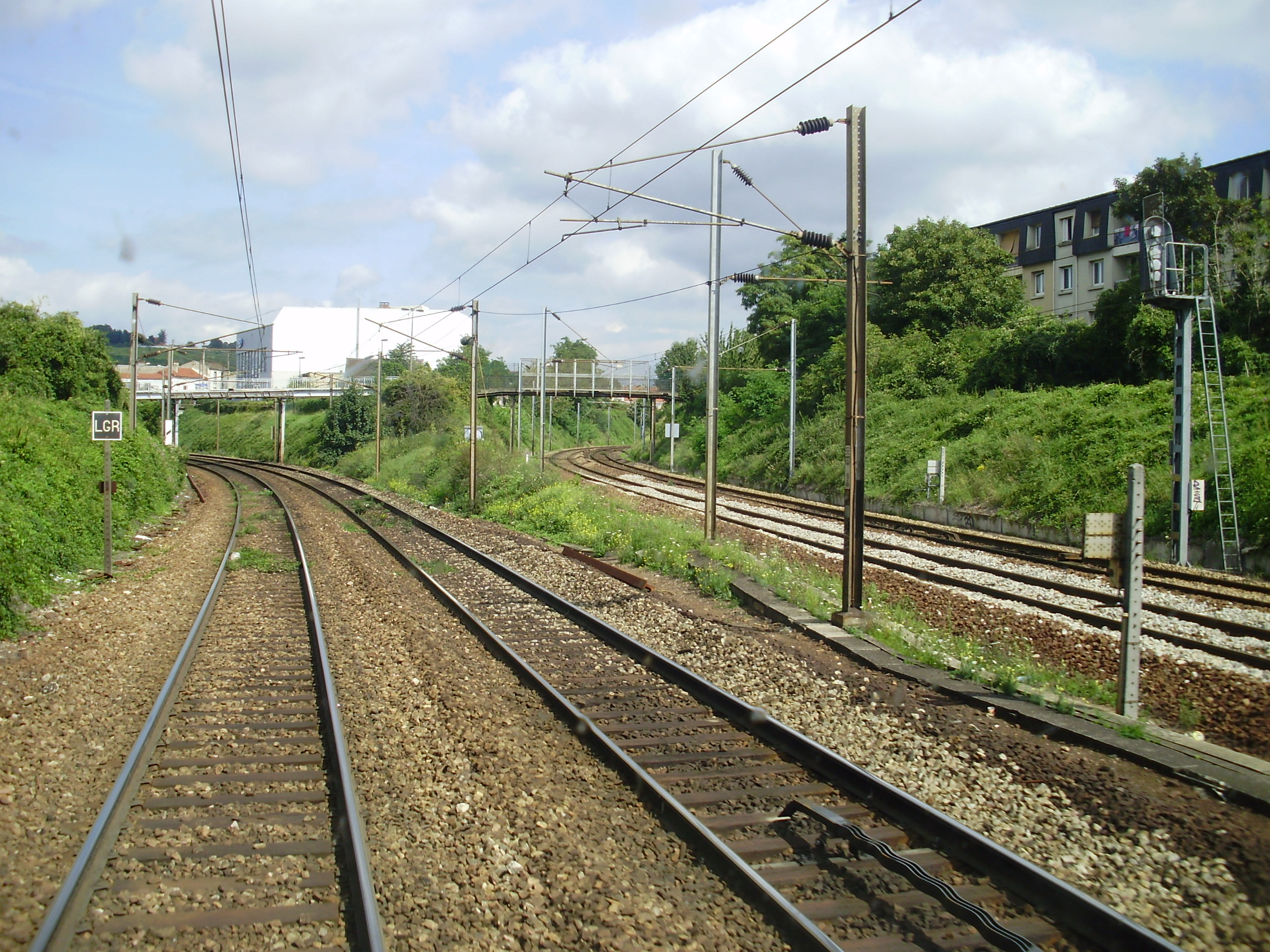
La séparation des voies des groupes IV (Paris - Ermont) à droite, et VI (Paris - Gisors / Mantes par Conflans) à gauche, après la gare d'Argenteuil, en août 2011.

La ligne J du Transilien part de la gare de Paris-Saint-Lazare et se divise en deux branches à Asnières-sur-Seine, l'une se dirigeant vers Vernon - Giverny par Poissy et Mantes-la-Jolie et l'autre vers Argenteuil (où une première subdivision permet d'atteindre Ermont - Eaubonne) puis Conflans-Sainte-Honorine (où une seconde subdivision permet d'atteindre Gisors par Pontoise) et enfin Mantes-la-Jolie.
Elle est le fruit de l'utilisation conjuguée des lignes ferroviaires suivantes :
- Ligne de Paris-Saint-Lazare à Saint-Germain-en-Laye, ouverte en 1837, entre Paris-Saint-Lazare et Asnières-sur-Seine ;
- Ligne de Paris-Saint-Lazare au Havre, ouverte en 1843, entre Asnières-sur-Seine et Vernon par Poissy, Mantes-Station et Mantes-la-Jolie ;
- Ligne de Paris-Saint-Lazare à Ermont - Eaubonne, ouverte de 1851 à 1863, entre Asnières-sur-Seine et Ermont - Eaubonne par Argenteuil ;
- Ligne de Saint-Denis à Dieppe, ouverte en 1868, entre Pontoise et Gisors ;
- Ligne d'Achères à Pontoise, ouverte en 1877, entre Éragny - Neuville et Pontoise ;
- Ligne de Paris-Saint-Lazare à Mantes-Station par Conflans-Sainte-Honorine, ouverte en 1892, entre Argenteuil et Mantes-Station par Conflans-Sainte-Honorine ;
- Raccordement de Fin-d'Oise, ouvert peu après, entre Conflans-Sainte-Honorine et Éragny - Neuville.

La ligne J dessert soixante-quinze communes réparties sur les cinq départements traversés : Yvelines (78), Hauts-de-Seine (92), Val-d'Oise (95), Eure (27) et Oise (60).

### Tensions d'alimentation
La ligne J est électrifiée sur la totalité de son parcours comme tout le réseau Saint-Lazare en 25 kV - 50 Hz monophasé.

### Vitesses limites
Les vitesses limites des lignes empruntées s'étagent de 30 à 160 km/h, bien que les rames de la ligne J ne puissent, pour les plus rapides d'entre elles, dépasser la vitesse de 140 km/h.

#### Groupe IV

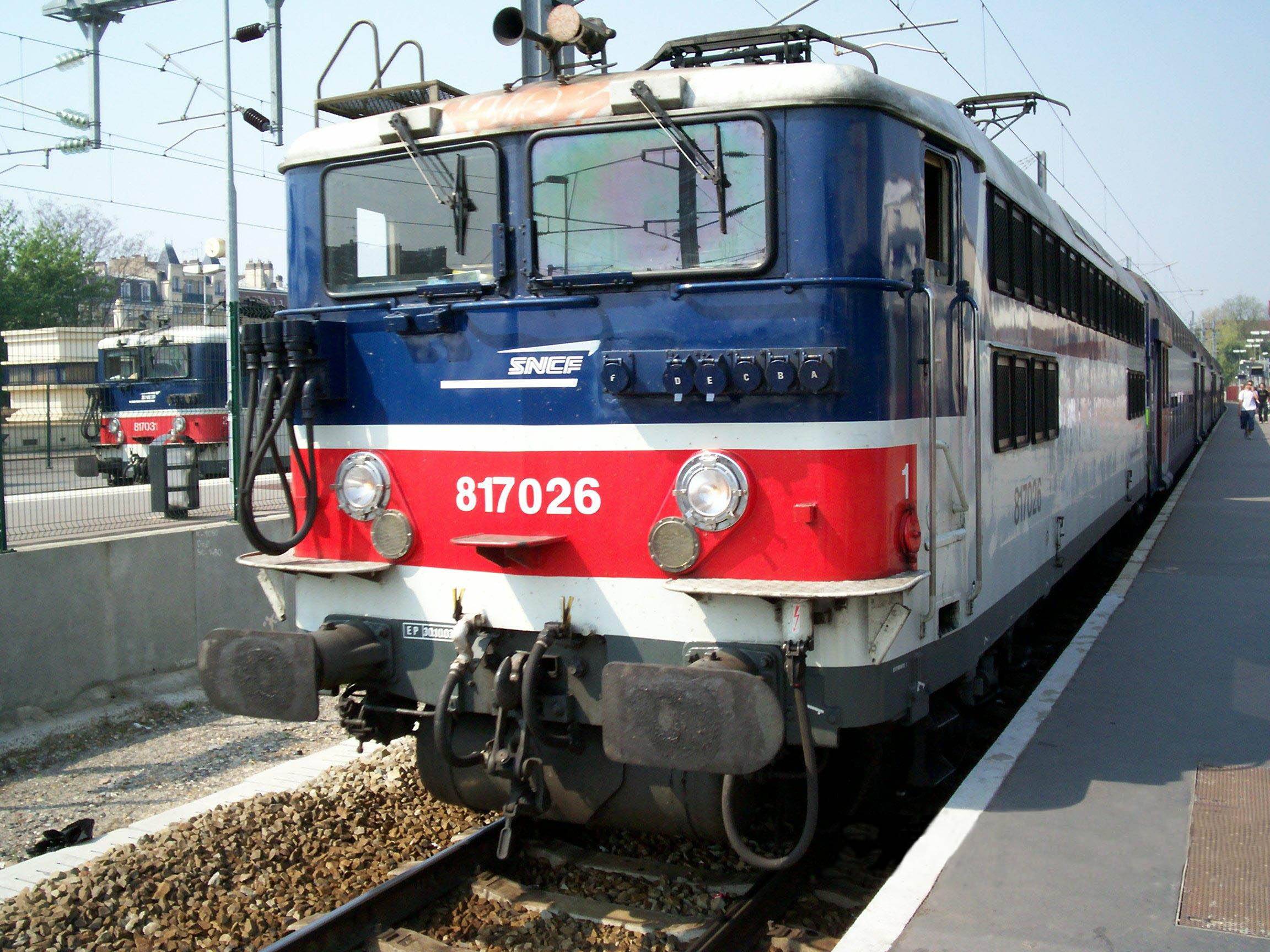
Deux locomotives BB 17000 avec leur VB 2N en gare d'Argenteuil, en avril 2007.

Sur la ligne de Paris-Saint-Lazare à Ermont - Eaubonne, les vitesses limites observées en 2012 pour les trains V 120 et V 140 en sens impair, sont les suivantes :
| De (PK)                     | À (PK)                      | Limite (km/h) |
| --------------------------- | --------------------------- | ------------- |
| Paris-Saint-Lazare (PK 0,0) | Potence A4 (PK 0,5)         | 30            |
| Potence A4 (PK 0,5)         | Le Stade (PK 8,1)           | 70            |
| Le Stade (PK 8,1)           | Ermont - Eaubonne (PK 14,2) | 80            |

#### Groupe V
Sur la ligne de Paris-Saint-Lazare au Havre, les vitesses limites observées en 2012 pour les trains V 140 et les Z 2N en sens impair, sont les suivantes :
| De (PK)                     | À (PK)                     | Limite (km/h) |
| --------------------------- | -------------------------- | ------------- |
| Paris-Saint-Lazare (PK 0,0) | Potence A 5 (PK 0,5)       | 30            |
| Potence A 5 (PK 0,5)        | Portique C (PK 3,7)        | 70            |
| Portique C (PK 3,7)         | PK 5,3                     | 80            |
| PK 5,3                      | Sartrouville (PK 15,5)     | 130           |
| Sartrouville (PK 15,5)      | Mantes-la-Jolie (PK 57,3)  | 140           |
| Mantes-la-Jolie (PK 57,3)   | Vernon - Giverny (PK 79,9) | 140           |

#### Groupe VI

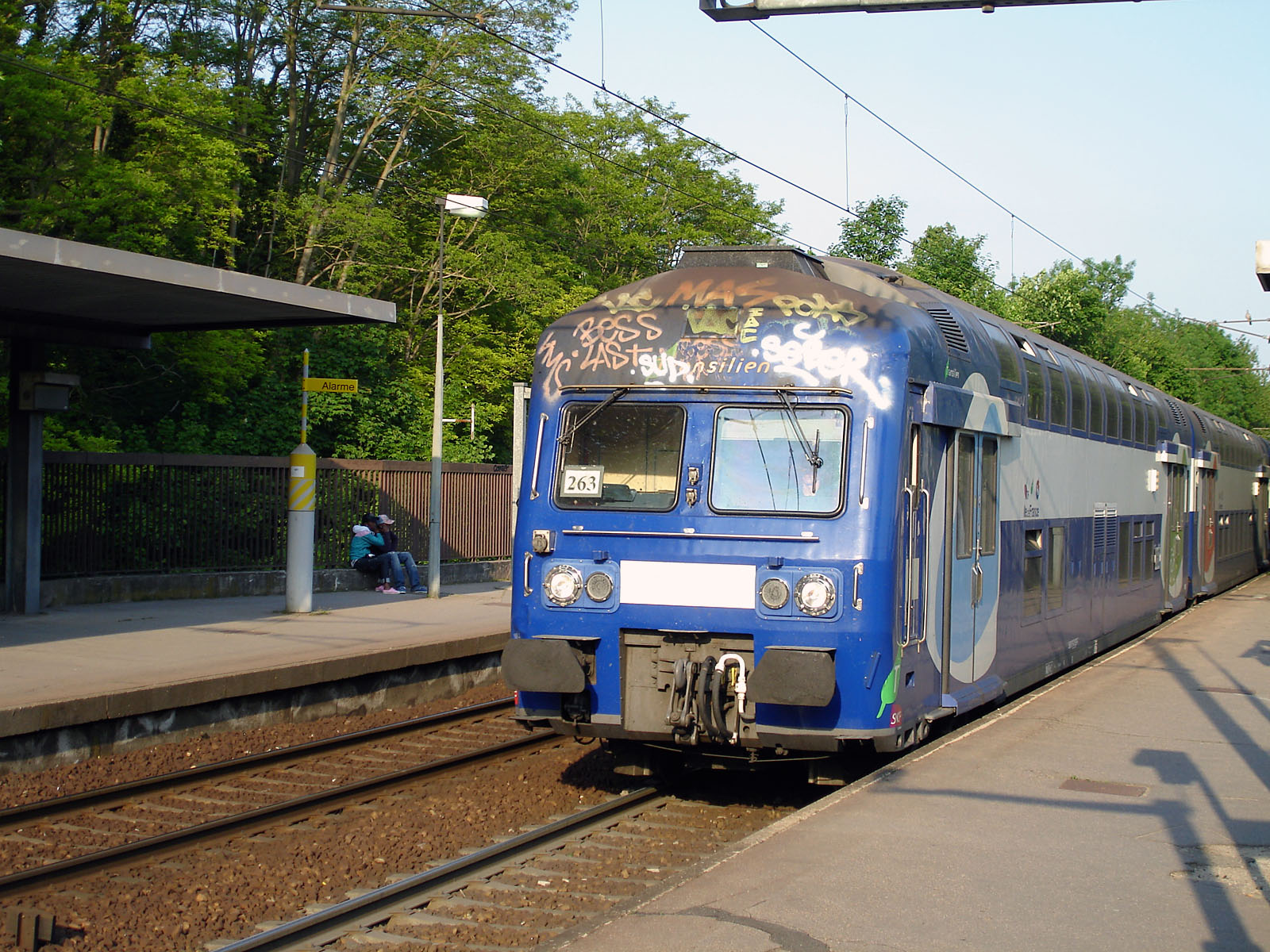
Une VB 2N en gare d'Osny, en mai 2010.

Sur la ligne de Paris-Saint-Lazare à Mantes-Station par Conflans-Sainte-Honorine, les vitesses limites observées en 2012 pour les trains V 140 en sens impair sont les suivantes :
| De (PK)                            | À (PK)                             | Limite (km/h) |
| ---------------------------------- | ---------------------------------- | ------------- |
| Paris-Saint-Lazare (PK 0,0)        | Potence A6 (PK 0,6)                | 30            |
| Potence A6 (PK 0,6)                | Portique C (PK 3,7)                | 70            |
| Portique C (PK 3,7)                | Bois-Colombes (PK 5,8)             | 80            |
| Bois-Colombes (PK 5,8)             | Argenteuil Triage (PK 11,6)        | 110           |
| Argenteuil Triage (PK 11,6)        | Conflans-Sainte-Honorine (PK 24,6) | 130           |
| Conflans-Sainte-Honorine (PK 24,6) | Mantes-la-Jolie (PK 57,2)          | 130           |

Sur la section de Conflans-Sainte-Honorine à Gisors, des lignes d'Achères à Pontoise et de Saint-Denis à Dieppe, les vitesses limites observées en 2012 pour tous les types de trains en sens impair sont les suivantes :
| De (PK)                            | À (PK)                      | Limite (km/h) |
| ---------------------------------- | --------------------------- | ------------- |
| Conflans-Sainte-Honorine (PK 24,6) | Éragny - Neuville (PK 29,5) | 80            |
| Éragny - Neuville (PK 29,5)        | Pontoise (PK 29,4)          | 100           |
| Pontoise (PK 29,4)                 | Boissy-l'Aillerie (PK 34,9) | 110           |
| Boissy-l'Aillerie (PK 34,9)        | Gisors (PK 68,4)            | 120           |

## Liste des gares

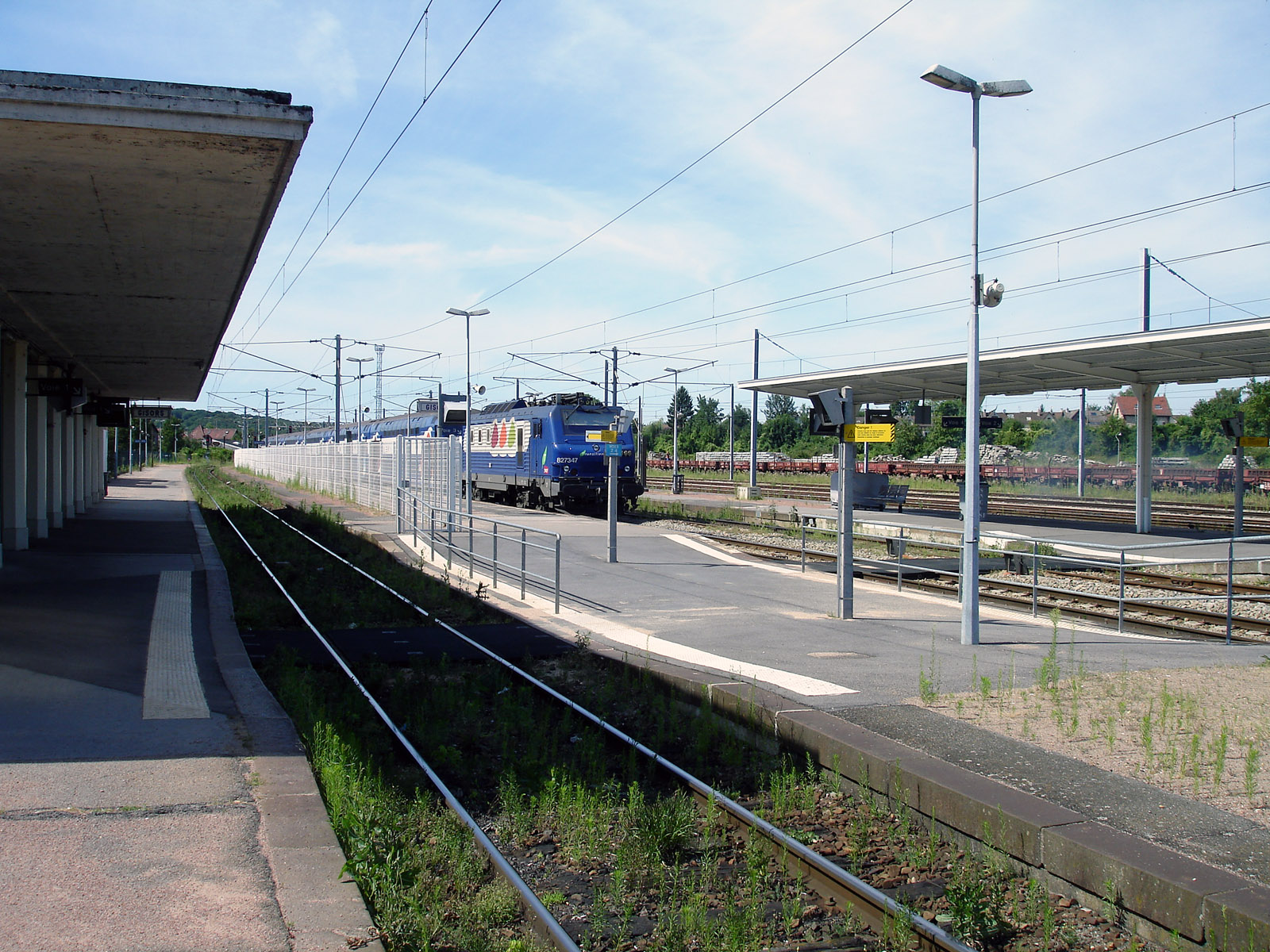
En gare de Gisors, en juillet 2010.

La ligne J dessert au total 56 gares.

#### Groupes IV et VI
|  |   |  |   |   |  |  | Gare                                     | Zone | Communes                                   | Correspondances                                                   |
|  | - |  | - | - |  |  | ---------------------------------------- | ---- | ------------------------------------------ | ----------------------------------------------------------------- |
|  | ■ |  |   |   |  |  | Mantes-la-Jolie                          | 5    | Mantes-la-Jolie, Mantes-la-Ville, Buchelay | Grandes lignes                                                    |
|  | • |  |   |   |  |  | Mantes-Station                           | 5    | Mantes-la-Jolie, Mantes-la-Ville           |                                                                   |
|  | • |  |   |   |  |  | Limay                                    | 5    | Limay                                      |                                                                   |
|  | • |  |   |   |  |  | Issou - Porcheville                      | 5    | Issou                                      |                                                                   |
|  | • |  |   |   |  |  | Gargenville                              | 5    | Gargenville                                |                                                                   |
|  | • |  |   |   |  |  | Juziers                                  | 5    | Juziers                                    |                                                                   |
|  | • |  |   |   |  |  | Meulan - Hardricourt                     | 5    | Hardricourt                                |                                                                   |
|  | • |  |   |   |  |  | Thun-le-Paradis                          | 5    | Meulan-en-Yvelines                         |                                                                   |
|  | • |  |   |   |  |  | Vaux-sur-Seine                           | 5    | Vaux-sur-Seine                             |                                                                   |
|  | • |  |   |   |  |  | Triel-sur-Seine                          | 5    | Triel-sur-Seine                            |                                                                   |
|  | • |  |   |   |  |  | Chanteloup-les-Vignes                    | 5    | Chanteloup-les-Vignes                      |                                                                   |
|  | • |  |   |   |  |  | Andrésy                                  | 5    | Andrésy                                    |                                                                   |
|  | • |  |   |   |  |  | Maurecourt                               | 5    | Andrésy                                    |                                                                   |
|  | • |  |   |   |  |  | Conflans-Fin-d'Oise                      | 5    | Conflans-Sainte-Honorine                   | (RER) · (A) · Transilien · Ligne L du Transilien                  |
|  |   |  | ■ |   |  |  | Gisors                                   | *    | Gisors                                     |                                                                   |
|  |   |  | • |   |  |  | Trie-Château                             | *    | Trie-Château                               |                                                                   |
|  |   |  | • |   |  |  | Chaumont-en-Vexin                        | *    | Chaumont-en-Vexin                          |                                                                   |
|  |   |  | • |   |  |  | Liancourt-Saint-Pierre                   | *    | Liancourt-Saint-Pierre                     |                                                                   |
|  |   |  | • |   |  |  | Lavilletertre                            | *    | Lavilletertre                              |                                                                   |
|  |   |  | • |   |  |  | Chars                                    | 5    | Chars                                      |                                                                   |
|  |   |  | • |   |  |  | Santeuil - Le Perchay                    | 5    | Santeuil                                   |                                                                   |
|  |   |  | • |   |  |  | Us                                       | 5    | Us                                         |                                                                   |
|  |   |  | • |   |  |  | Montgeroult - Courcelles                 | 5    | Montgeroult                                |                                                                   |
|  |   |  | • |   |  |  | Boissy-l'Aillerie                        | 5    | Boissy-l'Aillerie                          |                                                                   |
|  |   |  | • |   |  |  | Osny                                     | 5    | Osny                                       |                                                                   |
|  |   |  | • |   |  |  | Pontoise                                 | 5    | Pontoise                                   | (RER) · (C) · Transilien · Ligne H du Transilien                  |
|  |   |  | • |   |  |  | Saint-Ouen-l'Aumône-Quartier de l'Église | 5    | Saint-Ouen-l'Aumône                        |                                                                   |
|  |   |  | • |   |  |  | Éragny - Neuville                        | 5    | Éragny                                     |                                                                   |
|  | • |  |   |   |  |  | Conflans-Sainte-Honorine                 | 5    | Conflans-Sainte-Honorine                   |                                                                   |
|  | • |  |   |   |  |  | Herblay                                  | 4    | Herblay-sur-Seine                          |                                                                   |
|  | • |  |   |   |  |  | La Frette - Montigny                     | 4    | La Frette-sur-Seine                        |                                                                   |
|  | • |  |   |   |  |  | Cormeilles-en-Parisis                    | 4    | Cormeilles-en-Parisis                      |                                                                   |
|  | • |  |   |   |  |  | Val d'Argenteuil                         | 4    | Argenteuil                                 |                                                                   |
|  |   |  |   | ■ |  |  | Ermont - Eaubonne                        | 4    | Ermont, Eaubonne                           | (RER) · (C) · Transilien · Ligne H du Transilien                  |
|  |   |  |   | • |  |  | Sannois                                  | 4    | Sannois                                    |                                                                   |
|  | • |  |   |   |  |  | Argenteuil                               | 4    | Argenteuil                                 |                                                                   |
|  | • |  |   |   |  |  | Le Stade                                 | 3    | Colombes                                   |                                                                   |
|  | • |  |   |   |  |  | Colombes                                 | 3    | Colombes                                   |                                                                   |
|  | • |  |   |   |  |  | Bois-Colombes                            | 3    | Bois-Colombes                              |                                                                   |
|  | • |  |   |   |  |  | Asnières-sur-Seine                       | 3    | Asnières-sur-Seine                         | Transilien · Ligne L du Transilien                                |
|  | ■ |  |   |   |  |  | Paris-Saint-Lazare                       | 1    | Paris 8e                                   | (Saint-Augustin) (Auber) (Haussmann - Saint-Lazare) TER Normandie |

* Hors zone Île-de-France.
(Les gares en gras servent de départ ou de terminus à certaines missions)

#### Groupe V et au-delà vers Vernon - Giverny
|  |   |  | Gare                           | Zone | Communes                                   | Correspondances                                                   |
|  | - |  | ------------------------------ | ---- | ------------------------------------------ | ----------------------------------------------------------------- |
|  | ■ |  | Vernon - Giverny               | *    | Vernon                                     | TER Normandie                                                     |
|  | • |  | Bonnières                      | 5    | Bonnières-sur-Seine                        | TER Normandie                                                     |
|  | • |  | Rosny-sur-Seine                | 5    | Rosny-sur-Seine                            | TER Normandie                                                     |
|  | • |  | Mantes-la-Jolie                | 5    | Mantes-la-Jolie, Mantes-la-Ville, Buchelay | Grandes lignes                                                    |
|  | • |  | Mantes-Station                 | 5    | Mantes-la-Jolie, Mantes-la-Ville           |                                                                   |
|  | • |  | Épône - Mézières               | 5    | Épône, Mézières-sur-Seine                  | Transilien · Ligne N du Transilien                                |
|  | • |  | Aubergenville-Élisabethville   | 5    | Aubergenville                              |                                                                   |
|  | • |  | Les Mureaux                    | 5    | Les Mureaux                                |                                                                   |
|  | • |  | Les Clairières de Verneuil     | 5    | Verneuil-sur-Seine                         |                                                                   |
|  | • |  | Vernouillet - Verneuil         | 5    | Verneuil-sur-Seine                         |                                                                   |
|  | • |  | Villennes-sur-Seine            | 5    | Villennes-sur-Seine                        |                                                                   |
|  | • |  | Poissy                         | 5    | Poissy                                     | (RER) · (A)                                                       |
|  | • |  | Houilles - Carrières-sur-Seine | 4    | Houilles                                   | (RER) · (A) · Transilien · Ligne L du Transilien                  |
|  | ■ |  | Paris-Saint-Lazare             | 1    | Paris 8e                                   | (Saint-Augustin) (Auber) (Haussmann - Saint-Lazare) TER Normandie |

* Hors zone Île-de-France.
(Les gares en gras servent de départ ou de terminus à certaines missions)

## Exploitation

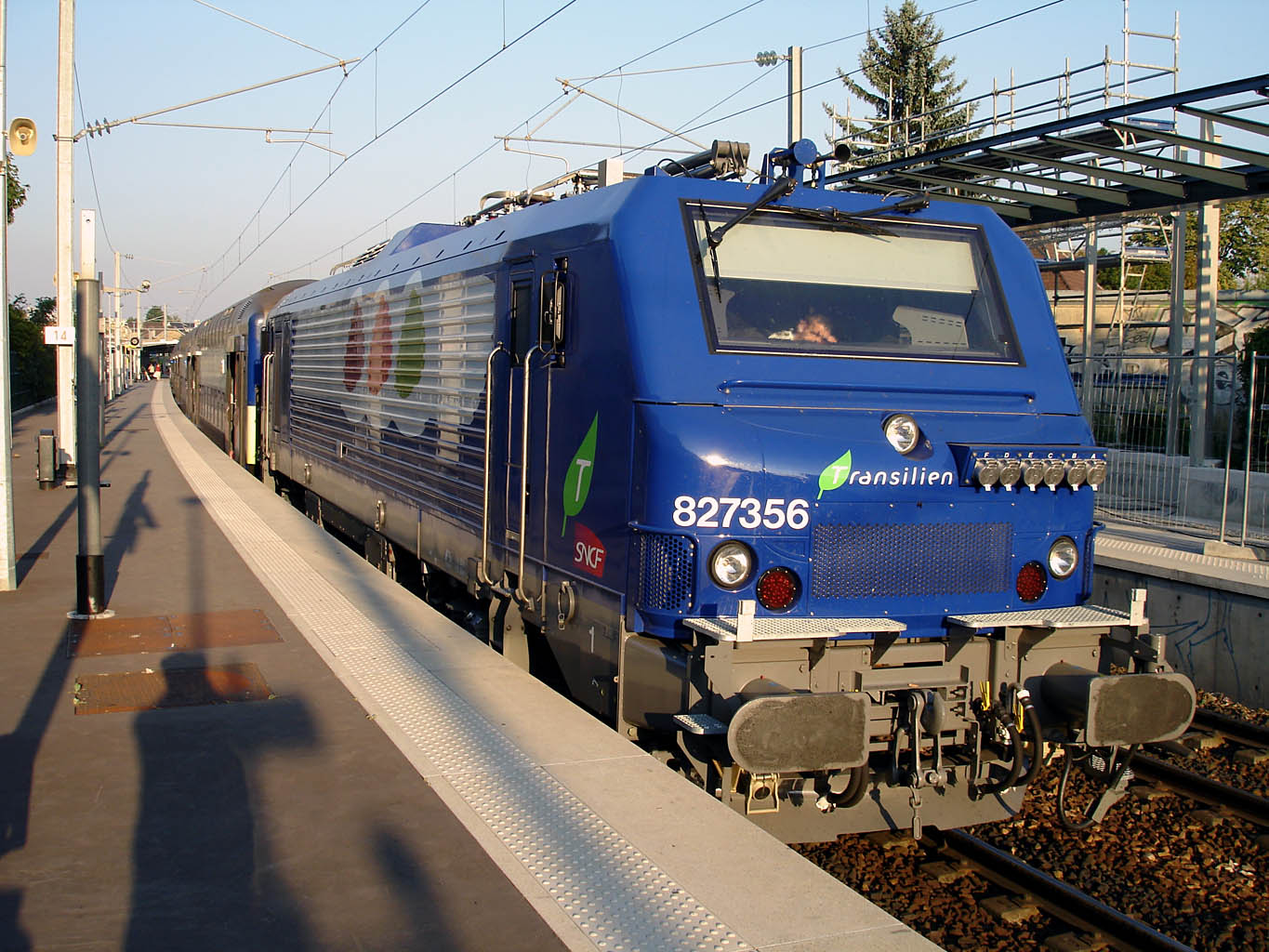
Une locomotive BB 27300 avec VB 2N en gare d'Ermont - Eaubonne, en septembre 2008.

La ligne J est une ligne exploitée par la SNCF, qui fonctionne entre 5 h et 1 h du matin, tous les jours de l'année.
Exceptionnellement, le service peut devenir continu, c'est-à-dire effectué 24 h/24, à l'occasion d'évènements importants comme la Fête de la musique et la nuit du Nouvel An. À cette occasion, le service spécial est assuré toutes les heures entre 1 h et 5 h du matin, au départ de la gare Saint-Lazare, en direction d'Ermont - Eaubonne, de Pontoise et de Mantes-la-Jolie par Poissy, toutes les heures.

### Noms des missions
Les codes missions de la ligne J du Transilien sont composés de quatre lettres. En apparaissant sur les écrans d'affichage (Infogare) et sur le fronton des trains disposant de girouette, ils permettent de faciliter la compréhension des différentes missions assurées.
1re lettre : destination du train
- C : Conflans-Sainte-Honorine
- E : Ermont - Eaubonne
- G : Gisors
- L : Les Mureaux
- M : Mantes-la-Jolie
- P : Paris-Saint-Lazare
- T : Pontoise
- J / V : Vernon - Giverny
- Y : Boissy-l'Aillerie

2e, 3e et 4e lettres : desserte du train

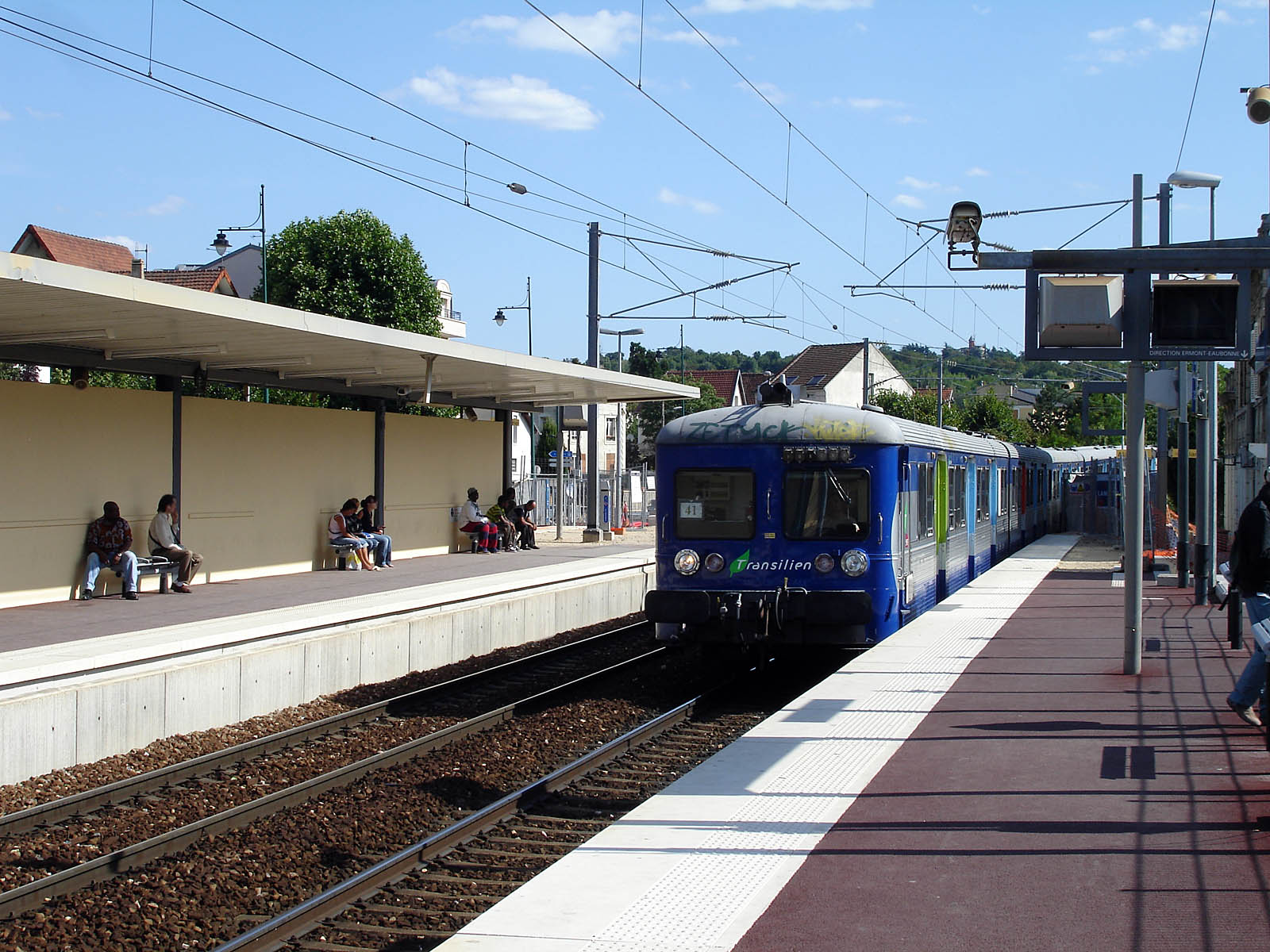
Une rame inox de banlieue entrant en gare de Sannois, en juillet 2009.

La logique actuelle du système permet surtout de mettre en évidence les missions desservant toutes les gares desservies par les groupes, c'est-à-dire « omnibus » par la lettre O placée en seconde position, à quelques exceptions près (parfois A ou U). Ainsi :
- les trains du groupe IV (axe Paris – Ermont), desservent les gares à partir d'Asnières-sur-Seine ;
- les trains du groupe V (axes Paris – Vernon - Giverny / Mantes-la-Jolie par Poissy) desservent les gares au moins à partir de Houilles. La seconde gare sera Poissy et non pas Sartrouville ;
- les trains du groupe VI (axes Paris – Gisors / Pontoise / Mantes-la-Jolie par Conflans) desservent au départ de Paris, les gares au moins à partir d'Argenteuil.

Si les trains ne desservent pas les gares au moins à partir de ces gares-là, ils ne sont alors pas considérés comme étant « omnibus » et par conséquent, la seconde lettre ne sera pas un « O », exception faite notamment avec la mission LOLA (omnibus à partir de Poissy). Toutefois, un train desservant toutes les gares à partir d'Asnières-sur-Seine au lieu d'Argenteuil et en direction de Pontoise, Gisors, Conflans-Sainte-Honorine ou de Mantes-la-Jolie par Conflans, aura un code mission dont la seconde lettre sera également un « O », étant également omnibus. Ceci est le cas durant le service spécial nocturne.
| Destinations             | Codes missions (régulières seulement) |
| ------------------------ | --- |
| Conflans-Sainte-Honorine | CARA, COKA, COPO |
| Ermont - Eaubonne        | EAPE |
| Gisors                   | GEMA, GETA, GENE, GEXI, GOCA, GULE |
| Les Mureaux              | LOLA |
| Mantes-la-Jolie          | MALA, MELU, MICE, MOCA, MOGA, MOLE |
| Paris-Saint-Lazare       | PACA, PACE, PACK, PACY, PALE, PAMA, PANS, PANU, PAPE, PARA, PATO, PAVE, PECU, PECE, PELE, PEMA, PENA, PENE, PENU, PERA, PETA, PICA, PICU, PILA, PILE, POCA, POCI, POLA, POCO, POLO, PUCA, PUCE |
| Pontoise                 | TANS, TOCA, TORA |
| Vernon - Giverny         | JOLE, VERN, VERP |
| Boissy-l'Aillerie        | YECE, YECU, YOLA |

### Plan de transport de la ligne
En 2012, le plan de transport de la ligne J se caractérise par une organisation par groupes :
- Groupe IV : Paris-Saint-Lazare – Ermont - Eaubonne ;
- Groupe V : Paris-Saint-Lazare – Mantes-la-Jolie – Vernon - Giverny par Poissy ;
- Groupe VI : Paris-Saint-Lazare – Gisors / Mantes-la-Jolie par Conflans-Sainte-Honorine.

#### Groupe IV

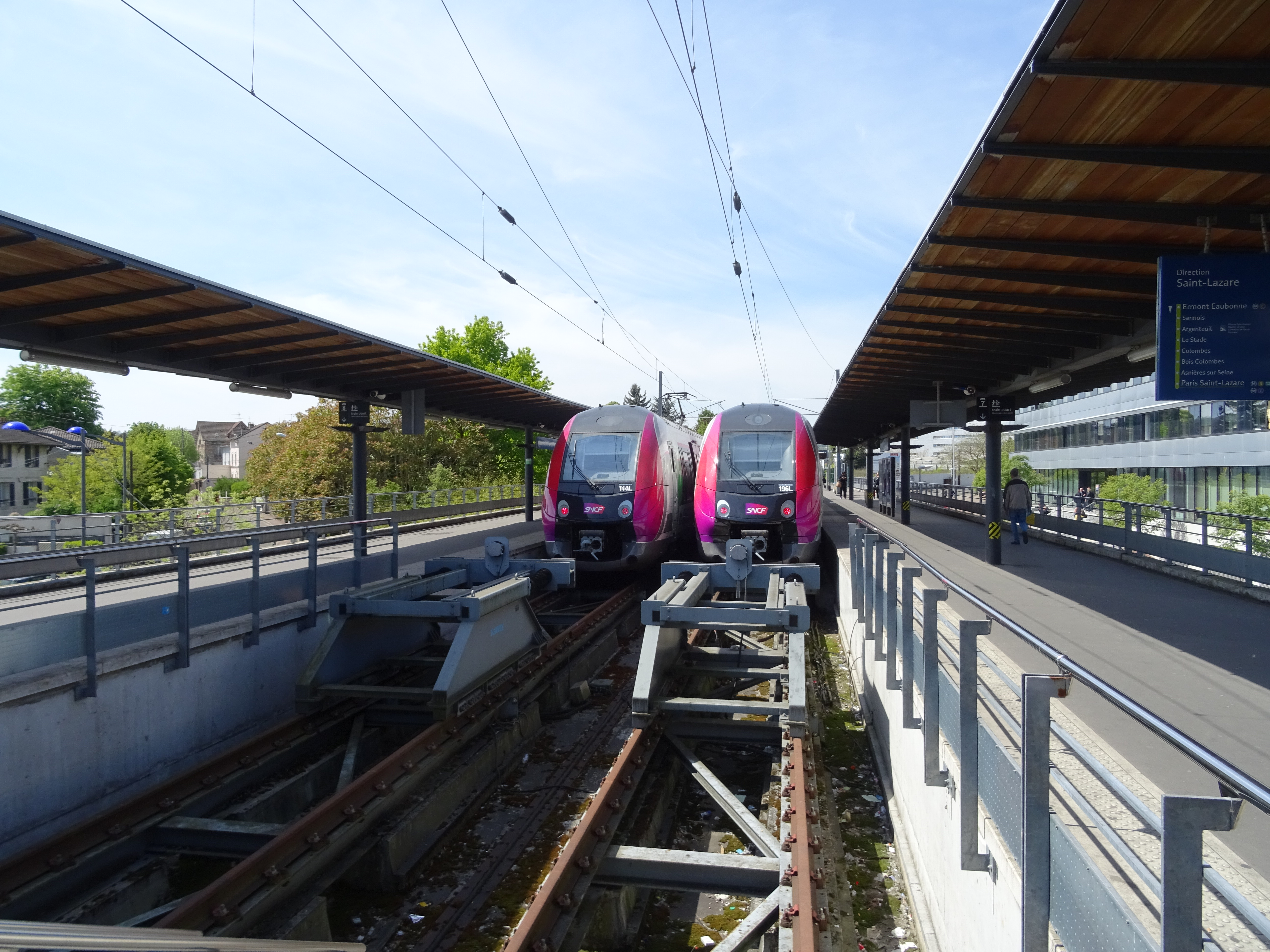
Z 50000 en gare d'Ermont - Eaubonne.

La desserte du groupe IV est réalisée sur l'axe Paris-Saint-Lazare – Ermont - Eaubonne. Les trains de cette liaison ferroviaire desservent toutes les gares du parcours, d'Asnières-sur-Seine à Ermont - Eaubonne (missions PAPE vers Paris, EAPE vers Ermont). Le temps de parcours total varie entre 24 et 28 minutes.
L'exploitation du groupe comprend :
- un train toutes les dix minutes aux heures de pointe ;
- un train tous les quarts d'heure aux heures creuses et les weekends hors extrême soirée ;
- un train tous les quarts d'heure en alternance en direction/provenance d'Ermont - Eaubonne et de Conflans-Sainte-Honorine (missions POCO vers Paris, COPO vers Conflans-Sainte-Honorine), en extrême soirée (à partir de 23 h).

#### Groupe V

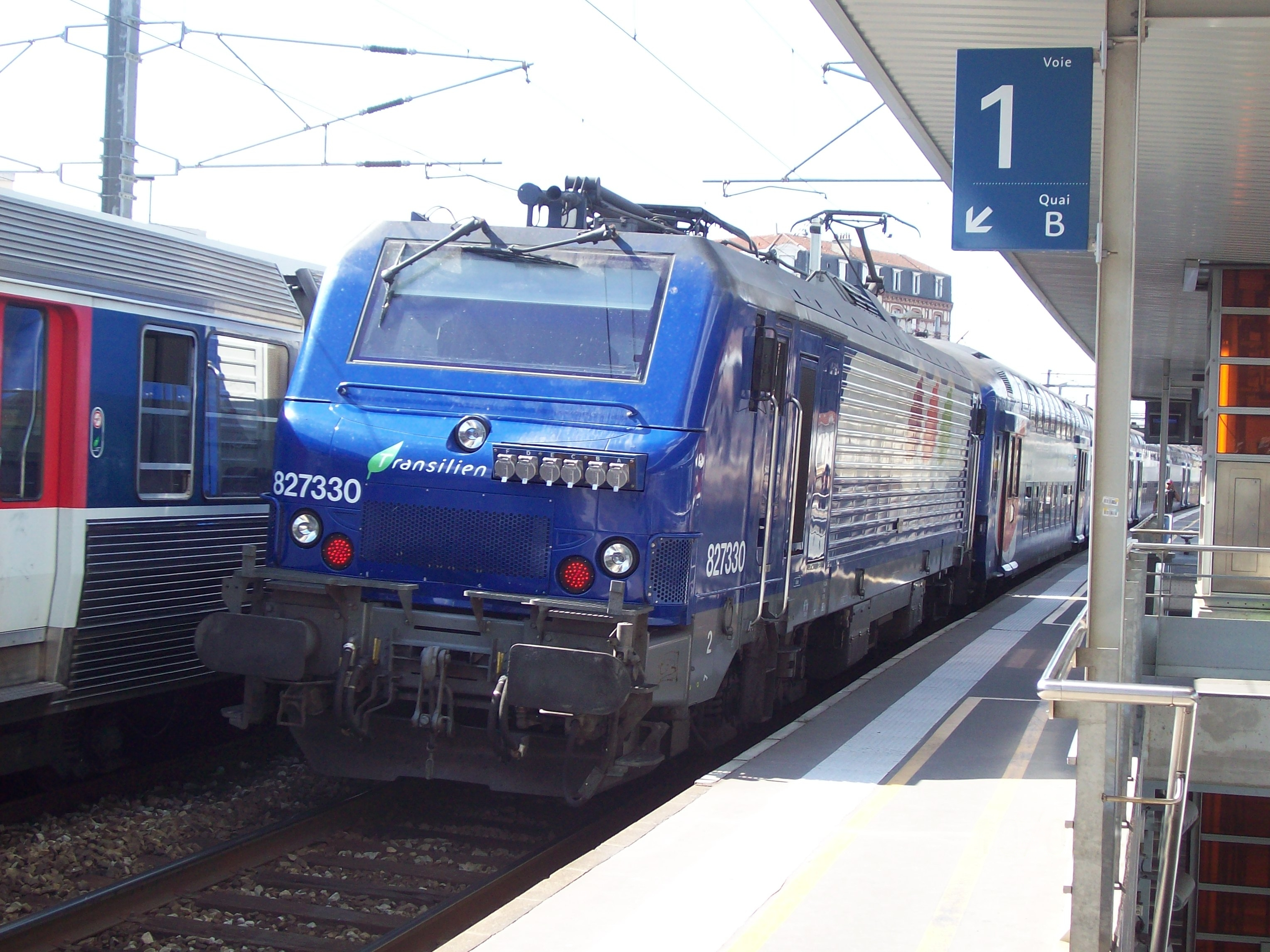
Une locomotive BB 27300 avec VB 2N entrant en gare de Houilles - Carrières-sur-Seine, en août 2011.

La desserte du groupe V est réalisée sur l'axe Paris-Saint-Lazare – Mantes-la-Jolie par Poissy. Les trains de cette liaison ferroviaire desservent Houilles - Carrières-sur-Seine ainsi que les gares comprises entre Poissy et Mantes-la-Jolie incluses. Le temps de parcours total varie entre 56 et 59 minutes.
Aux heures de pointe (sens de la pointe : vers Paris le matin, vers Mantes le soir), l'exploitation du groupe comprend :
- un train toutes les vingt minutes, desservant Houilles, Vernouillet et toutes les gares des Mureaux à Mantes-la-Jolie (missions PELE vers Paris, MELU vers Mantes) ;
- un train toutes les vingt minutes, desservant toutes les gares de Poissy aux Mureaux, Vernouillet incluse (missions PILA vers Paris, LOLA vers Les Mureaux) ;
- quelques trains pour Vernon - Giverny, direct Mantes-la-Jolie (missions PAVE vers Paris, VERN vers Vernon - Giverny)

Aux heures creuses (contre-pointe : vers Paris le soir, vers Mantes le matin) et les samedis, dimanches et fêtes, l'exploitation comprend alors un train desservant toutes les gares du parcours (missions PALE vers Paris, MALA vers Mantes) toutes les demi-heures jusqu'à 22 h/23 h puis toutes les heures. Les horaires des trains du groupe sont valables toute l'année.

#### Groupe VI
La desserte du groupe VI est réalisée sur les axes Paris-Saint-Lazare – Gisors / Mantes-la-Jolie par Conflans-Sainte-Honorine. Les trains de cette liaison ferroviaire commencent leur desserte commerciale, au moins à partir d'Argenteuil, en direction de la banlieue. Le plan de transport du groupe est le suivant :
Heure de Pointe

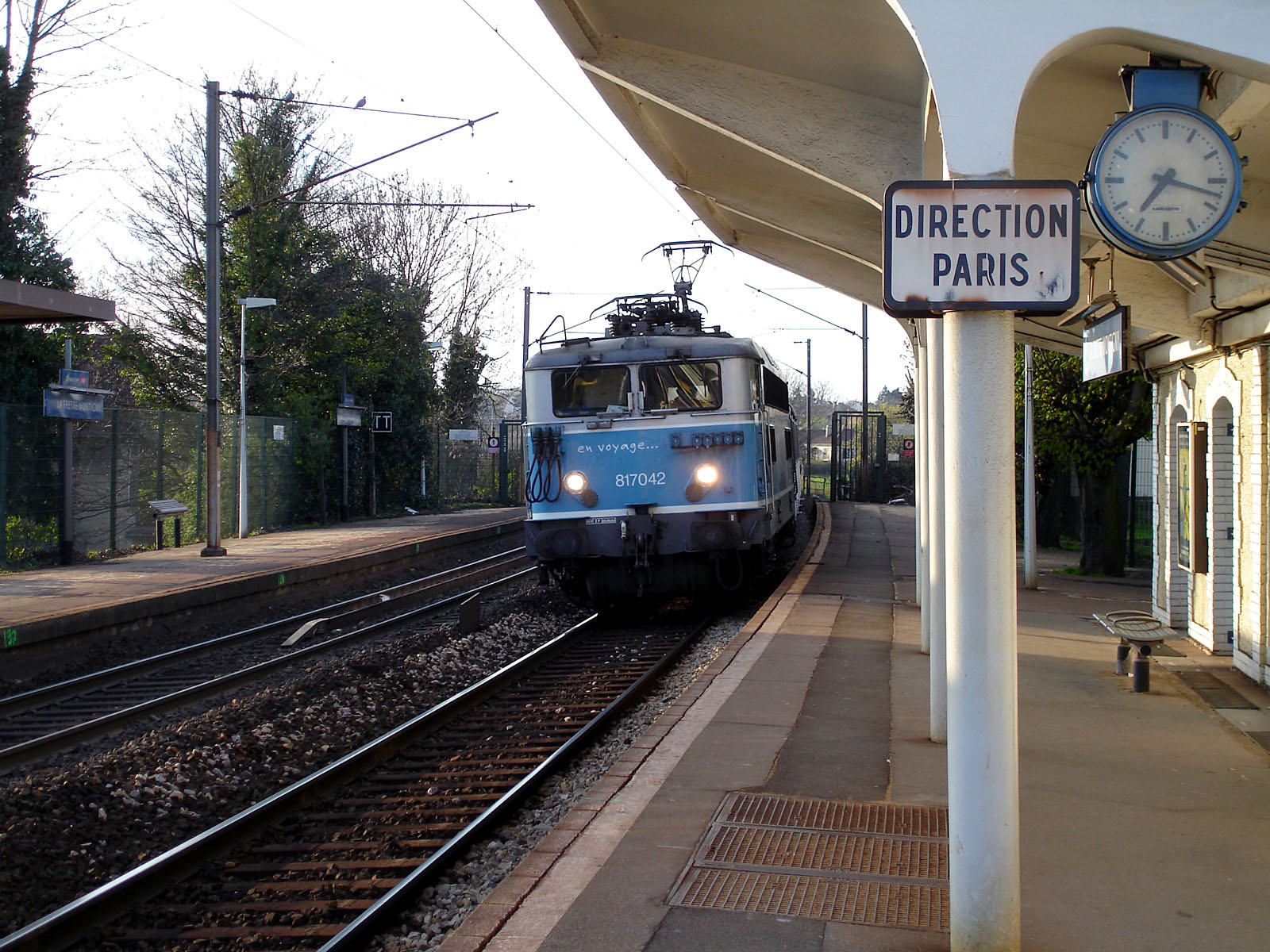
Une locomotive BB 17000 avec rame inox de banlieue entrant en gare de La Frette - Montigny, en avril 2010.

Pendant les heures de pointe, la grille horaire de la ligne prévoit 12 trains par heure sur le tronçon Paris-Saint-Lazare et Conflans-Sainte-Honorine, soit un train toutes les 5 minutes dans les deux sens
Sens de la Pointe :
- un aller (le soir) ou un retour (le matin) Paris-Saint-Lazare - Conflans-Sainte-Honorine toutes les vingt minutes desservant toutes les gares à partir d'Argenteuil excepté La Frette Montigny (missions PARA vers Paris, CARA vers Conflans)

- un aller (le soir) ou un retour (le matin) Paris-Saint-Lazare - Pontoise toutes les vingt minutes desservant toutes les gares à partir d'Argenteuil (missions PACA vers Paris, TOCA vers Pontoise)

- un aller (le soir) ou un retour (le matin) Paris-Saint-Lazare - Mantes-la-Jolie toutes les vingt minutes desservant Argenteuil (Val d'Argenteuil vers Paris uniquement) Cormeilles-en-Parisis et toutes les gares de Conflans-Sainte-Honorine à Mantes-la-Jolie (missions PACE vers Paris, MICE vers Mantes)

- un aller (le soir) ou un retour (le matin) Paris-Saint-Lazare - Boissy-l'Aillerie/Gisors toutes les vingt minutes desservannt Argenteuil, Val d'Argenteuil, Herblay, Conflans-Sainte-Honorine, et toutes les gares de Pontoise à Boissy-l'Aillerie/Gisors. Certains trains pour destination/origine Gisors desservent Argenteuil, Val d'Argenteuil, Herblay, Conflans-Sainte-Honorine, Pontoise, Osny, Boissy-l'Aillerie, Us, Chars, Chaumont-en-Vexin et Gisors (missions PECE, PEMA, PETA vers Paris, YECE vers Boissy-l'Aillerie, GEMA, GETA vers Gisors)

Contre-pointe :
- un aller (le matin) ou un retour (le soir) Paris-Saint-Lazare - Conflans-Sainte-Honorine toutes les vingt minutes desservant toutes les gares à partir d'Argenteuil excepté La Frette Montigny (missions PARA vers Paris, CARA vers Conflans)

- un aller (le matin) ou un retour (le soir) Paris-Saint-Lazare - Pontoise toutes les vingt minutes desservant toutes les gares à partir d'Argenteuil excepté Cormeilles-en-Parisis (missions PANS vers Paris, TANS vers Pontoise)

- un aller (le matin) ou un retour (le soir) Paris-Saint-Lazare - Mantes-la-Jolie toutes les vingt minutes desservant Argenteuil, Cormeilles-en-Parisis et toutes les gares de Conflans-Sainte-Honorine à Mantes-la-Jolie (missions PACK vers Paris, MICE vers Mantes)

- un aller (le matin) ou un retour (le soir) Paris-Saint-Lazare - Boissy-l'Aillerie/Gisors toutes les vingt minutes desservant toutes les gares à partir d'Argenteuil excepté Cormeilles-en-Parisis (missions PECU, PENE vers Paris, YECU vers Boissy-l'Aillerie, GENE vers Gisors)

Heure creuses
Pendant les heures creuses, la grille horaire de la ligne prévoit 4 trains par heure sur le tronçon Paris-Saint-Lazare - Conflans-Sainte-Honorine, soit un train toutes les 15 minutes dans les deux sens
Du lundi au vendredi, entre la pointe de matinée et la pointe de soirée, l'offre de transport comprend :
- Un aller-retour entre Paris-Saint-Lazare - Mantes-la-Jolie toutes les demi-heures desservant toutes les gares à partir d'Argenteuil (missions PUCA vers Paris, MOCA vers Mantes)

- Un aller-retour entre Paris-Saint-Lazare - Pontoise/Boissy-l'Aillerie toutes les demi-heures desservant toutes les gares à partir d'Argenteuil pour Gisors comprend toutes les deux heures (missions PACA, POCA, POCI vers Paris, TOCA vers Pontoise, YECU vers Boissy-l'Aillerie, GOCA vers Gisors)

### Information en temps réel

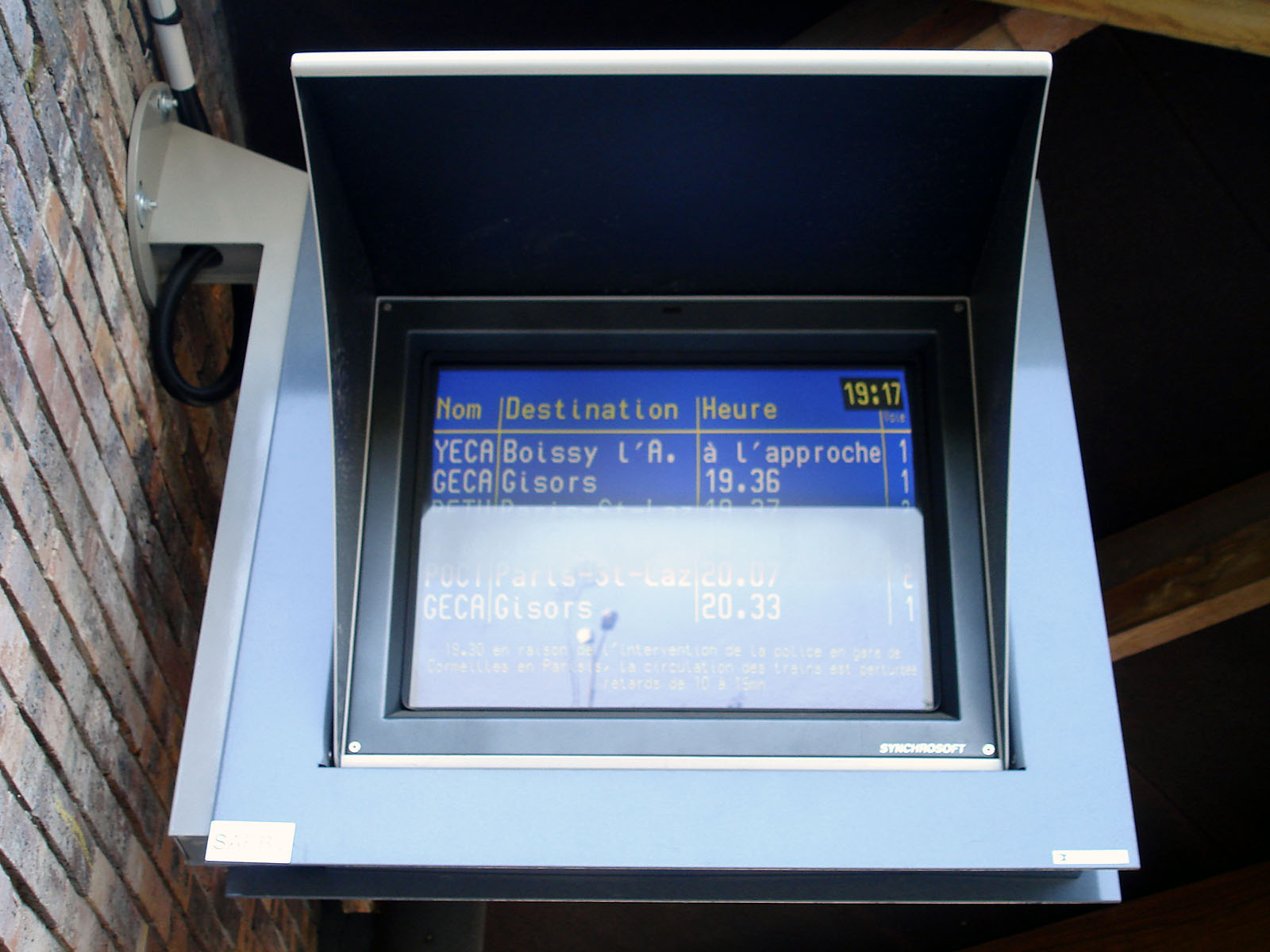
Un écran Infogare en gare d'Osny, en mai 2010.

Toutes les gares de la ligne sont équipées du système d’information Infogare, financé par la région Île-de-France et le Syndicat des transports d'Île-de-France : des écrans situés sur les quais et dans les gares informent en temps réel les voyageurs de l’heure de passage des trains ainsi que des perturbations qui peuvent intervenir sur la ligne.
À bord des VB 2N, un système d’information des voyageurs indique, de façon sonore et lumineuse, les gares desservies et la progression en temps réel du train sur la ligne à travers le système d'information voyageurs embarqué (SIVE).

### Matériel roulant
La desserte de la ligne J était assurée autrefois par des rames inox de banlieue (RIB) tractées ou poussées par des BB 17000 jusqu'à décembre 2015 où les RIB furent définitivement retirées du service. Depuis, elle est assurée par des rames réversibles de type voiture de banlieue à deux niveaux (VB 2N) attelées à des locomotives BB 27300 pour les destinations de Mantes-la-Jolie via Poissy, et des rames Francilien (Z 50000) pour les destinations d'Ermont - Eaubonne et Pontoise, ainsi que vers Boissy-l'Aillerie et Gisors depuis le 3 mai 2021.
Depuis le 15 février 2019, la branche de Mantes-la-Jolie via Conflans-Sainte-Honorine voit également son matériel roulant évoluer avec l'introduction des rames Z 50000.

### Ateliers
Le matériel roulant de la ligne J est entretenu dans plusieurs ateliers. Celui du Val Notre-Dame situé à Argenteuil (Val-d'Oise) entretient les VB 2N, les locomotives BB 27300 ainsi que les rames Z 50000. L'atelier d'Achères situé sur le territoire de Saint-Germain-en-Laye (Yvelines) entretient également les VB 2N, les locomotives BB 27300 ainsi que les rames Z 50000. Quant à l'atelier de Levallois (Hauts-de-Seine), il est exclusivement spécialisé dans l'entretien des rames Z 50000.

### Personnel d'exploitation

#### Agents de conduite

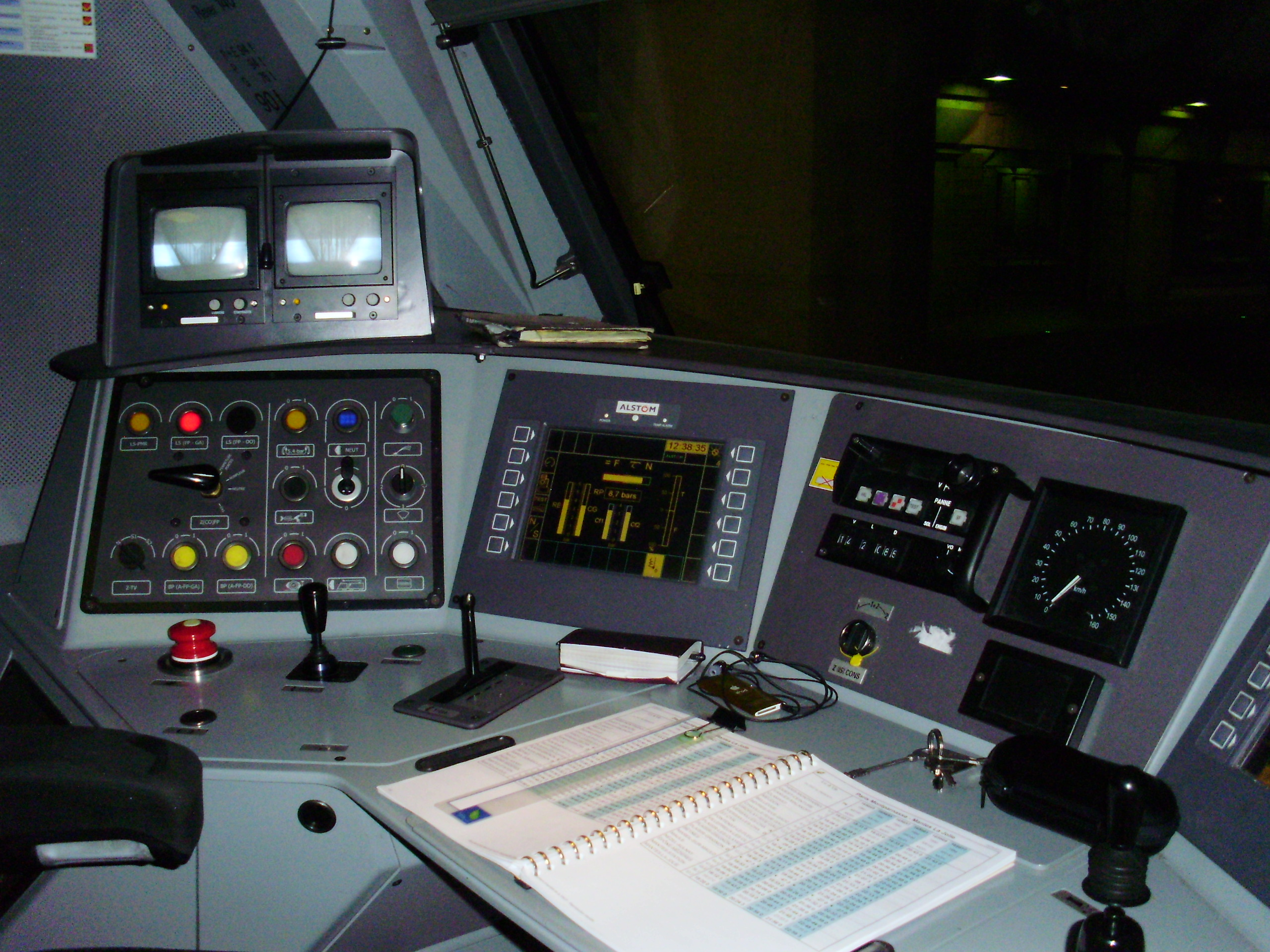
Le poste de conduite d'une locomotive BB 27300 en août 2010.

Les agents de conduite ne sont pas uniquement affectés à la ligne J. En effet, les conducteurs de la ligne dépendant de la région Paris-Saint-Lazare, ils peuvent ainsi également assurer d'autres trains sur les autres lignes dépendant de la région comme sur la ligne L du Transilien ainsi que la partie SNCF du RER A.

#### Gestion de la ligne
La gestion opérationnelle de la ligne J est assurée par les agents du Centre opérationnel Transilien (COT) de Paris-Saint-Lazare.
Le COT de Paris-Saint-Lazare a pour objectif d'assurer l'exécution du plan de transport des lignes Transilien J et L, en prenant si nécessaire les mesures visant à optimiser la gestion des moyens tant en matériel (trains) qu'en personnel (agents de conduite, etc.), que ce soit en situation normale comme en situation perturbée. Le plan de transport retrace les souhaits exprimés par Île-de-France Mobilités, l'autorité organisatrice des transports en Île-de-France en termes d'horaires, de dessertes des trains, etc., et détermine, entre autres, la composition des trains (train court ou long).
Le COT gère également les perturbations qu'elles soient d'origine interne à la SNCF (train en panne, train avarié...) ou d'origine externe (tirages abusifs de signaux d'alarme, vandalisme, agression, obstruction à la fermeture des portes, intempéries, accident de personne...), quitte à adapter le plan de transport afin de permettre un retour à la normale du trafic, le plus rapidement possible et dans les meilleures conditions, en supprimant le minimum de trains et en tentant de réduire les retards. De ce fait, il est également chargé de communiquer à la clientèle, les informations concernant l'état du trafic et, si nécessaire, ses conséquences sur le plan de transport (trains retardés, supprimés, mise en place de bus de remplacement), afin de pouvoir lui offrir la meilleure qualité de service possible.

#### Circulation des trains

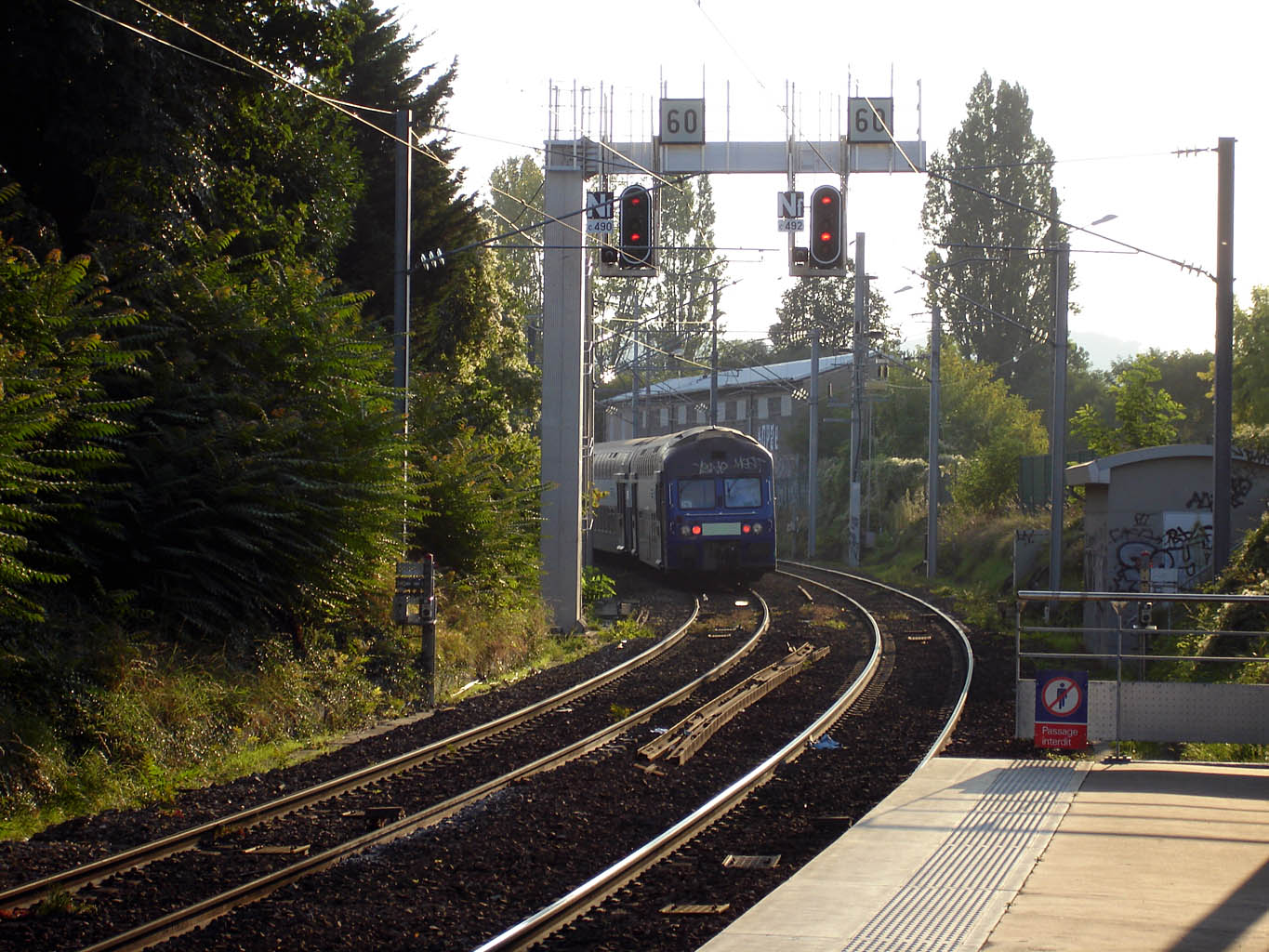
La signalisation ferroviaire en gare d'Ermont - Eaubonne, en septembre 2008.

La circulation des trains proprement dite est gérée par les régulateurs du Centre opérationnel de gestion des circulations (COGC) de Paris-Saint-Lazare.
Les COGC contrôlent des secteurs de circulation et des postes d'aiguillage, de technologie très variée, du poste mécanique des années 1930 au poste d'aiguillage à relais à commande informatique (PRCI). Ils dépendent de SNCF Réseau, et sont chargés de l'exploitation de l'ensemble des circulations ferroviaires qu'elles soient SNCF (TER, Transilien, Fret...) ou d'autres entreprises ferroviaires, tout en garantissant un accès équitable à toutes ces activités et entreprises.
Le COT de Paris-Saint-Lazare est ainsi un des clients du COGC de Paris-Saint-Lazare, au même titre que le sont les Centres de gestion du TER Normandie, du TER Picardie, des lignes Intercités, etc.

### Trafic

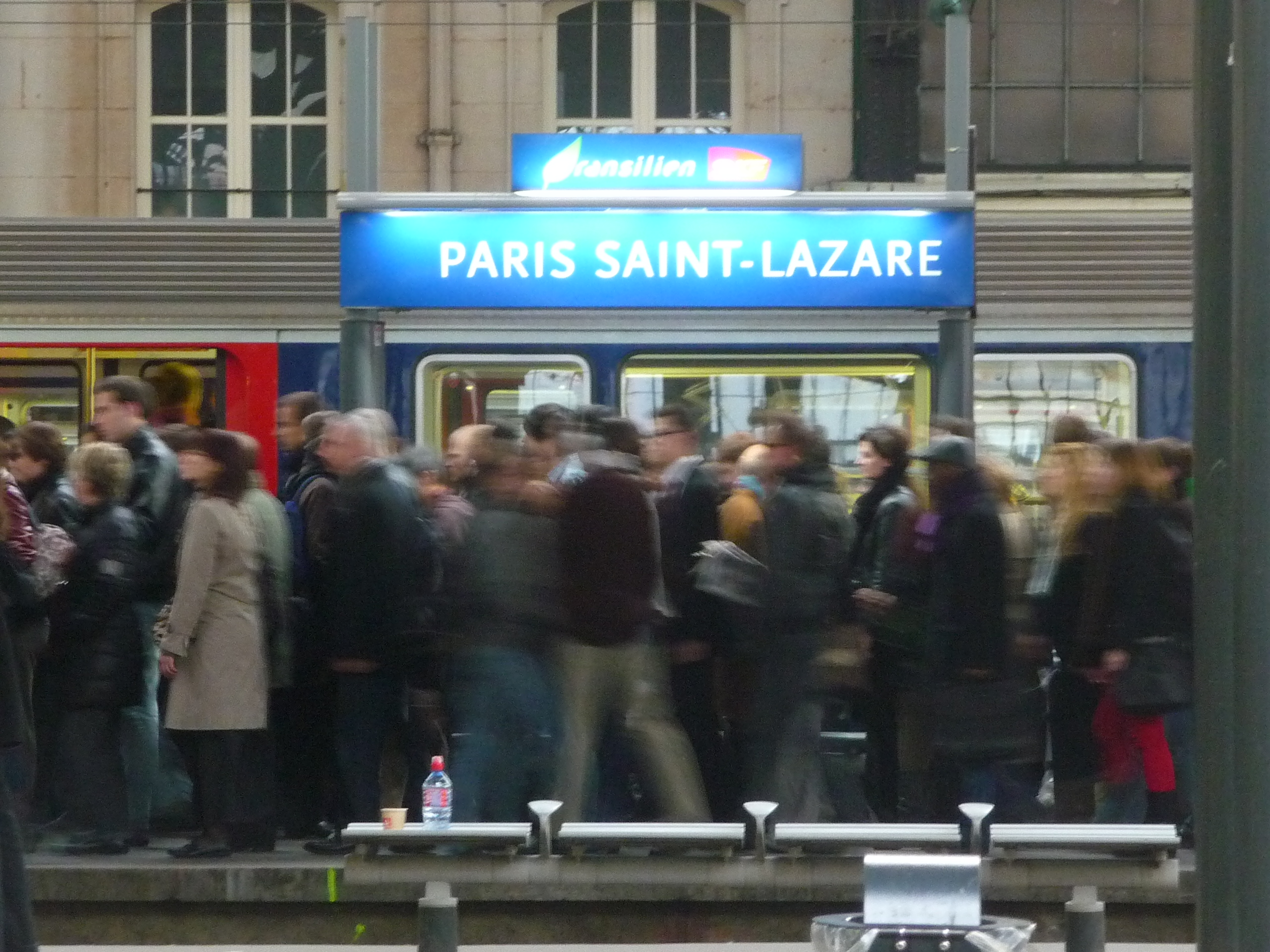
En gare de Paris-Saint-Lazare, en avril 2010.

La ligne J du Transilien transporte en moyenne 226 000 voyageurs chaque jour de semaine.

### Tarification et financement
La tarification de la ligne est identique à celle en vigueur sur les réseaux RER et Transilien. Un ticket « métro-train-RER », qui remplace les ticket t+ et le billet origine-destination au 1er janvier 2025, permet un trajet simple quelle que soit la distance, avec une ou plusieurs correspondances possibles avec les autres lignes de métro, de Transilien ou de RER pendant une durée maximale de 1 h 30 entre la première et dernière validation. En revanche, un ticket « métro-train-RER » ne permet pas d'emprunter les bus et les tramways, à l'exception des lignes « Tram Express » à titre temporaire.
Cependant, les tarifs fixés par Île-de-France Mobilités se limitent à l'Île-de-France et ne s'appliquent pas aux relations avec les gares situées dans les régions voisines, les voyageurs devant ainsi s'acquitter d'un titre de transport TER pour accéder aux gares « hors zones » situées dans les régions Centre-Val de Loire, Hauts-de-France et Normandie.
Le financement du fonctionnement de la ligne (entretien, matériel et charges de personnel) est assuré par l'exploitant, RATP ou SNCF selon les lignes. Cependant, les tarifs des billets et abonnements dont le montant est limité par décision politique ne couvrent pas les frais réels de transport. Le manque à gagner est compensé par l'autorité organisatrice, Île-de-France Mobilités, présidée depuis 2005 par le président du conseil régional d'Île-de-France et composé d'élus locaux. Elle définit les conditions générales d'exploitation ainsi que la durée et la fréquence des services. L'équilibre financier du fonctionnement est assuré par une dotation globale annuelle aux transporteurs de la région grâce au versement mobilité payé par les entreprises et aux contributions des collectivités locales.

## Galerie de photographies

Quelques gares de la ligne
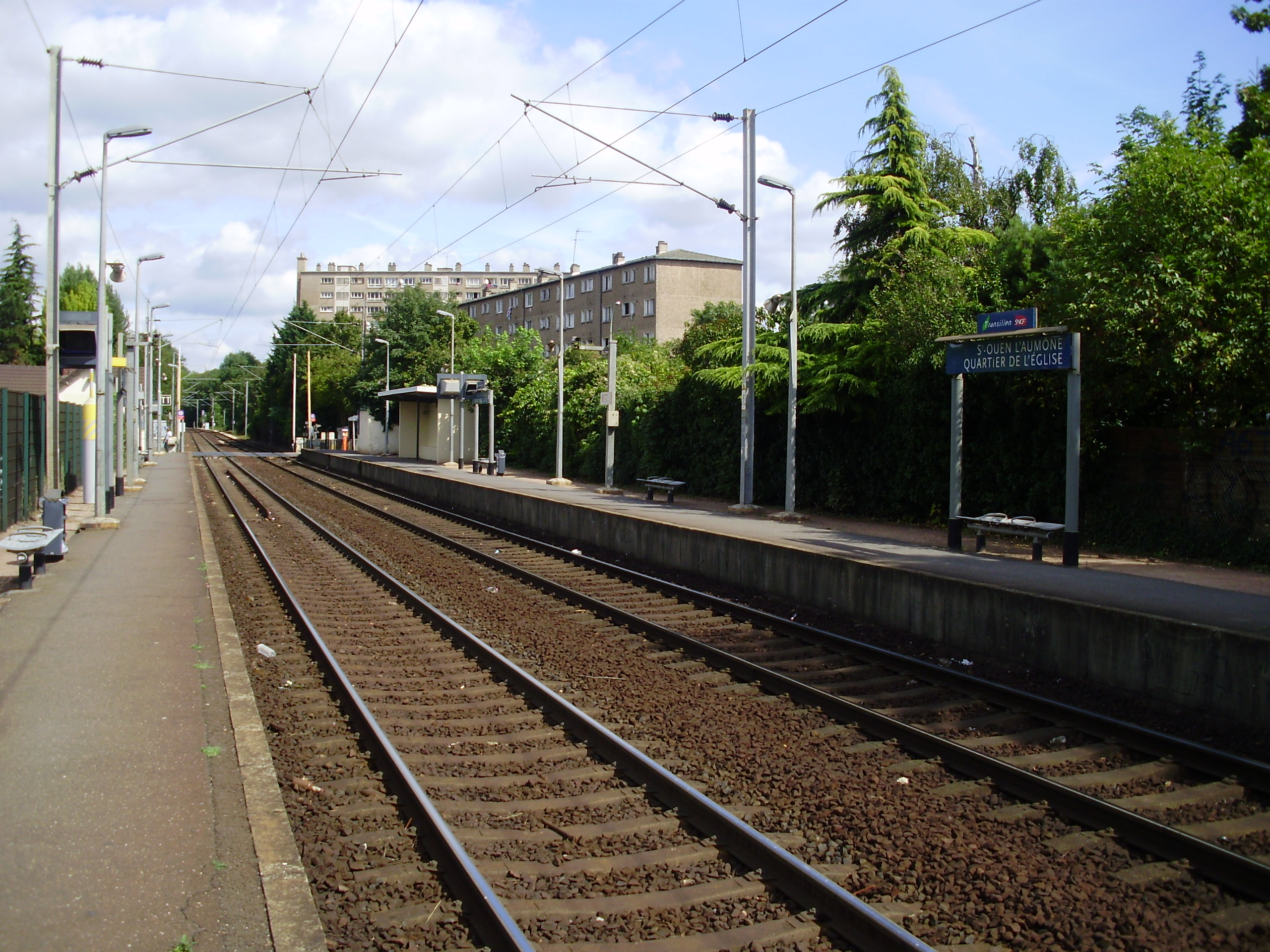
Gare de Saint-Ouen-l'Aumône-Quartier de l'Église.
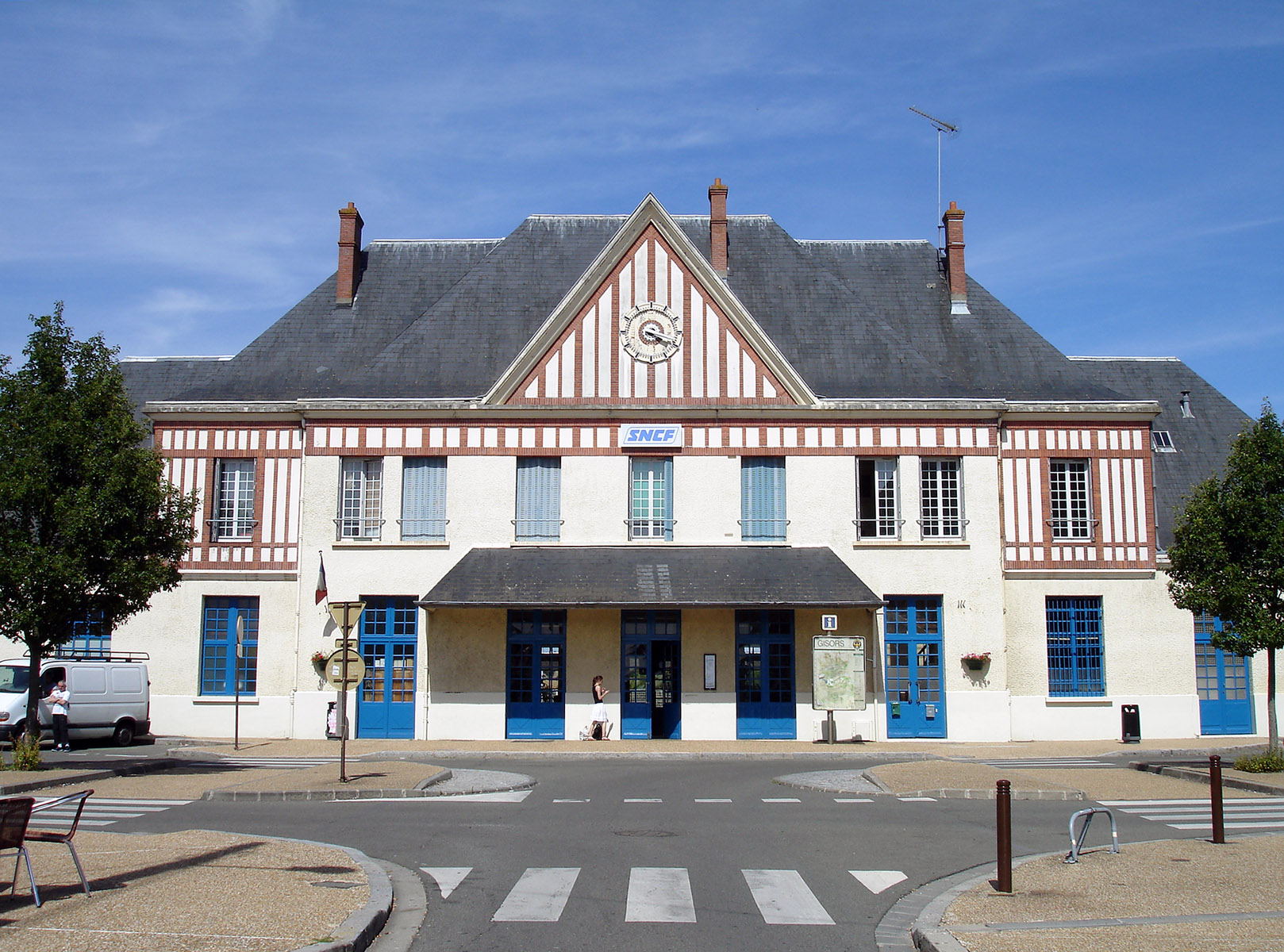
Gare de Gisors.
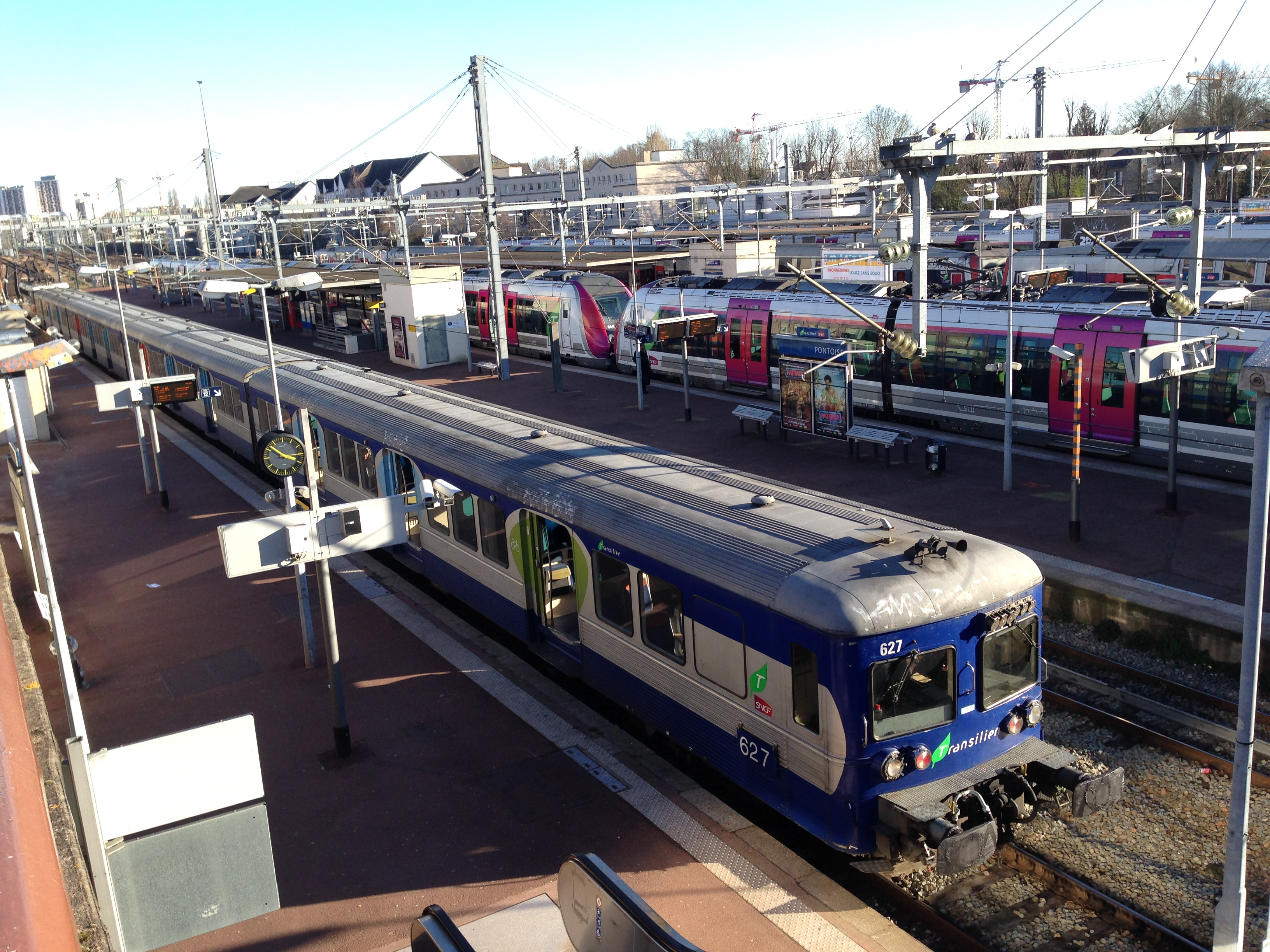
Quais de la gare de Pontoise.

## Projets

### Prolongement du RER E

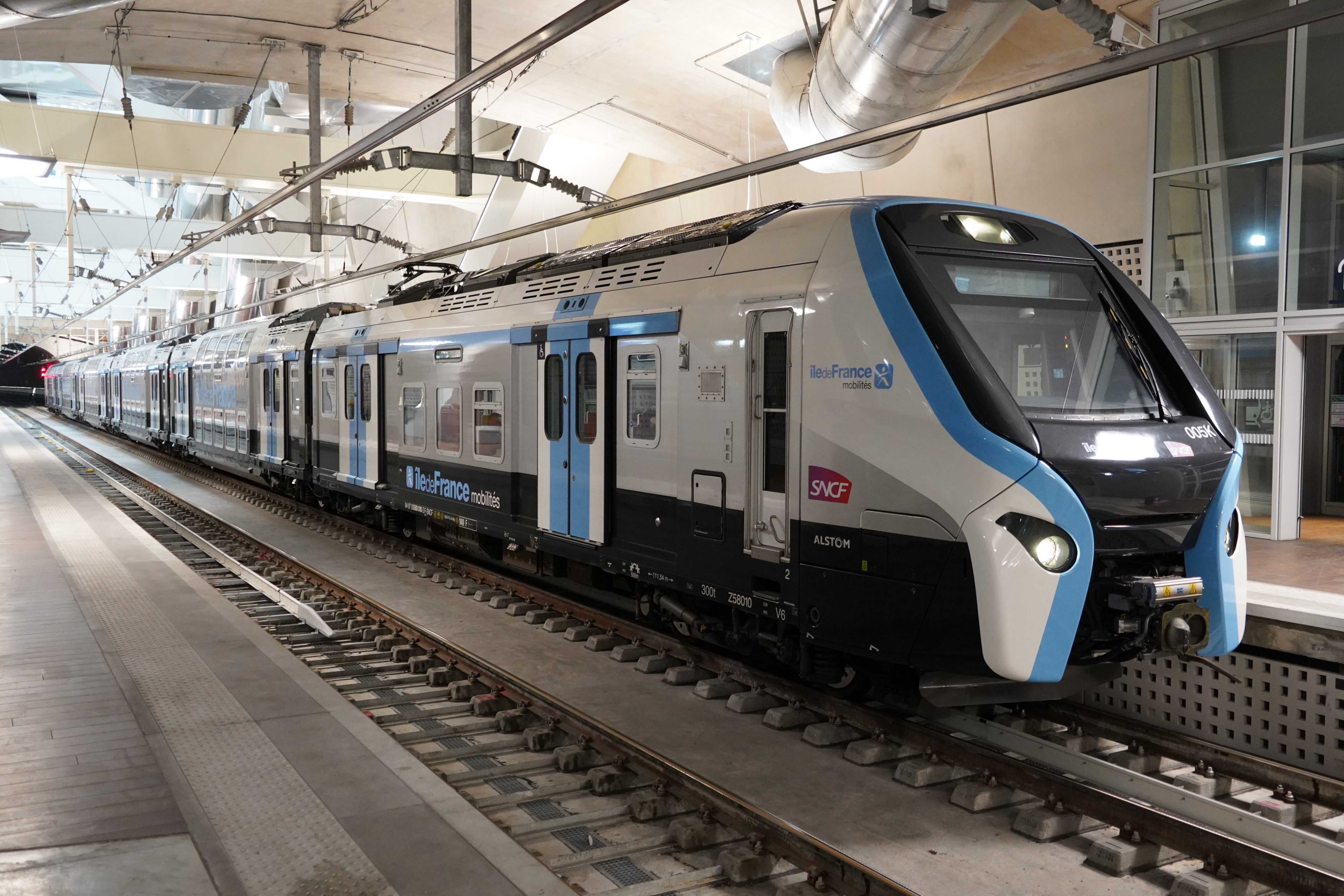
Une rame Z 58000 sur la ligne E du RER.

En 2026, la ligne E du RER sera prolongée d'Haussmann - Saint-Lazare à Mantes-la-Jolie en passant par le quartier d’affaires de La Défense. La mise en service jusqu'à Nanterre-La Folie est effective à partir du 6 mai 2024, de 10h à 16h la semaine. L'exploitation complète tout comme le prolongement à Mantes interviendra à une date ultérieure.
Pour ce faire, la ligne emprunte un nouveau tunnel de huit kilomètres environ entre Haussmann - Saint-Lazare et La Défense. À la sortie de ce tunnel, à Nanterre, elle rejoindra les voies ferrées existantes de la ligne de Paris-Saint-Lazare au Havre avant la gare de Houilles et absorbera la branche de la ligne J effectuant la liaison avec Mantes-la-Jolie par Poissy.
Selon les documents publiés à l'occasion du débat public, cette ligne devrait offrir aux Mantois six trains par heure en direction de Paris, soit un train toutes les dix minutes. La Défense serait, pour eux, accessible en 38 minutes avec un train semi-direct et en 50 minutes avec un train omnibus.
Le coût du projet est estimé par RFF et la SNCF à 3,69 milliards d’euros au stade du schéma de principe. Le Conseil du STIF a demandé que ce coût soit réduit d’au moins 15 % au stade de l’avant-projet pour respecter un coût d’objectif de 3,14 milliards d’euros. Ce coût comprend les frais de maîtrise d’ouvrage, de maîtrise d’œuvre ainsi qu’une provision pour aléas (estimée à ce stade préliminaire des études à 15 % du montant global).

## Lieux desservis

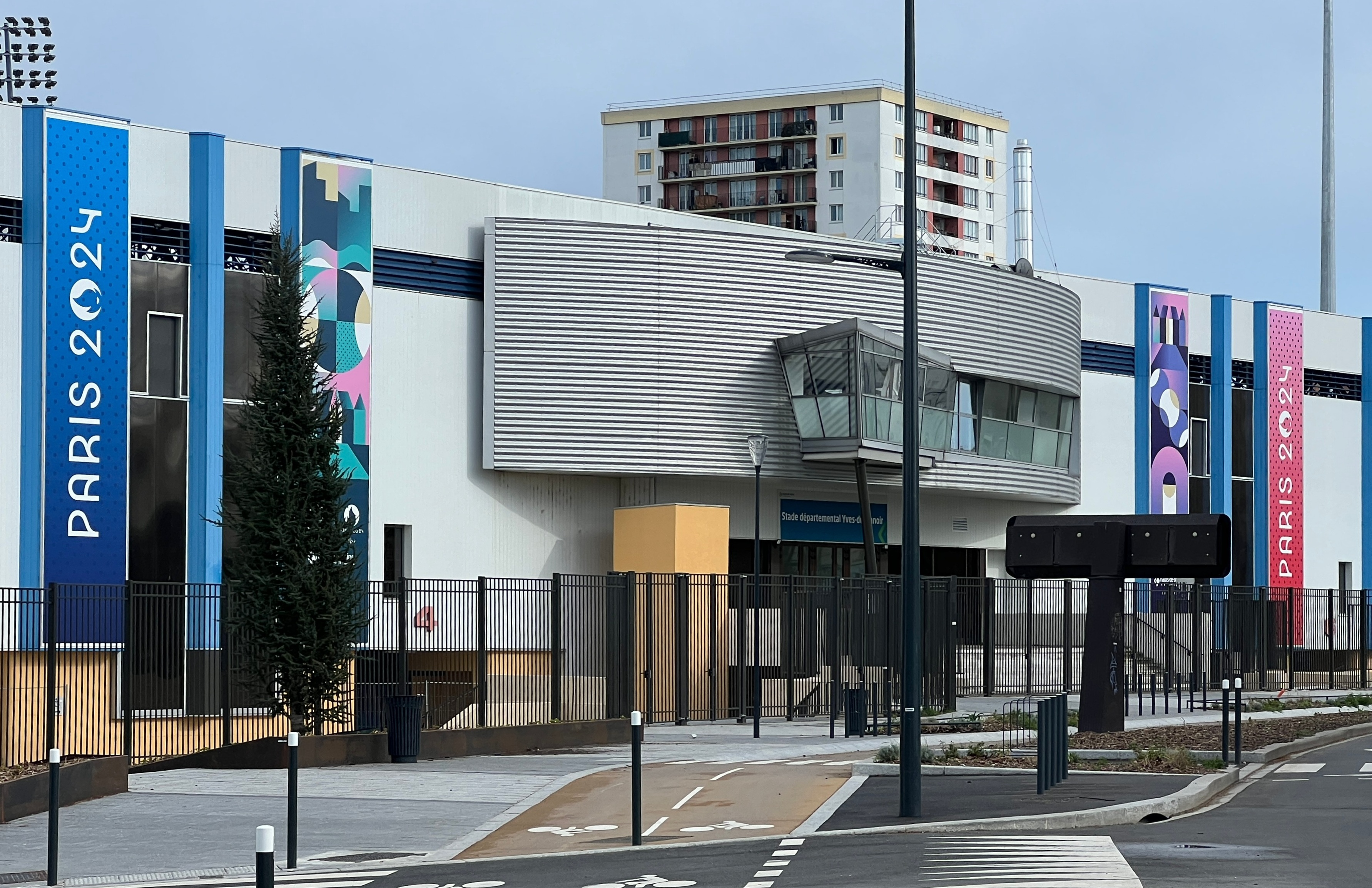
La ligne J dessert le stade départemental Yves-du-Manoir.

La ligne J dessert, de l'ouest au l'est, les lieux suivants :
- les bords de la Seine (Bonnières, Villennes-sur-Seine, Juziers, Meulan - Hardricourt, Thun-le-Paradis, Vaux-sur-Seine, Poissy, Andrésy, Maurecourt, Argenteuil, et Asnières-sur-Seine) ;
- le château de Bizy et le musée Blanche Hoschedé-Monet (Vernon - Giverny) ;
- le château de Rosny-sur-Seine (Rosny-sur-Seine) ;
- la mairie de Mantes-la-Jolie (Mantes-la-Jolie ou Mantes-Station) ;
- le bois régional de Verneuil et l'étang de la Grosse-Pierre (Clairières de Verneuil) ;
- la mairie de Vaux-sur-Seine (Vaux-sur-Seine) ;
- l'étang du Gallardon (Vernouillet - Verneuil) ;
- le parc aux étoiles (Triel-sur-Seine) ;
- la mairie d’Herblay-sur-Seine (Herblay) ;
- le stade départemental Yves-du-Manoir (Le Stade) ;
- la mairie de Colombes (Colombes) ;
- le quartier de l'Europe (Paris-Saint-Lazare) .